# Biserica de lemn din Groși, Arad

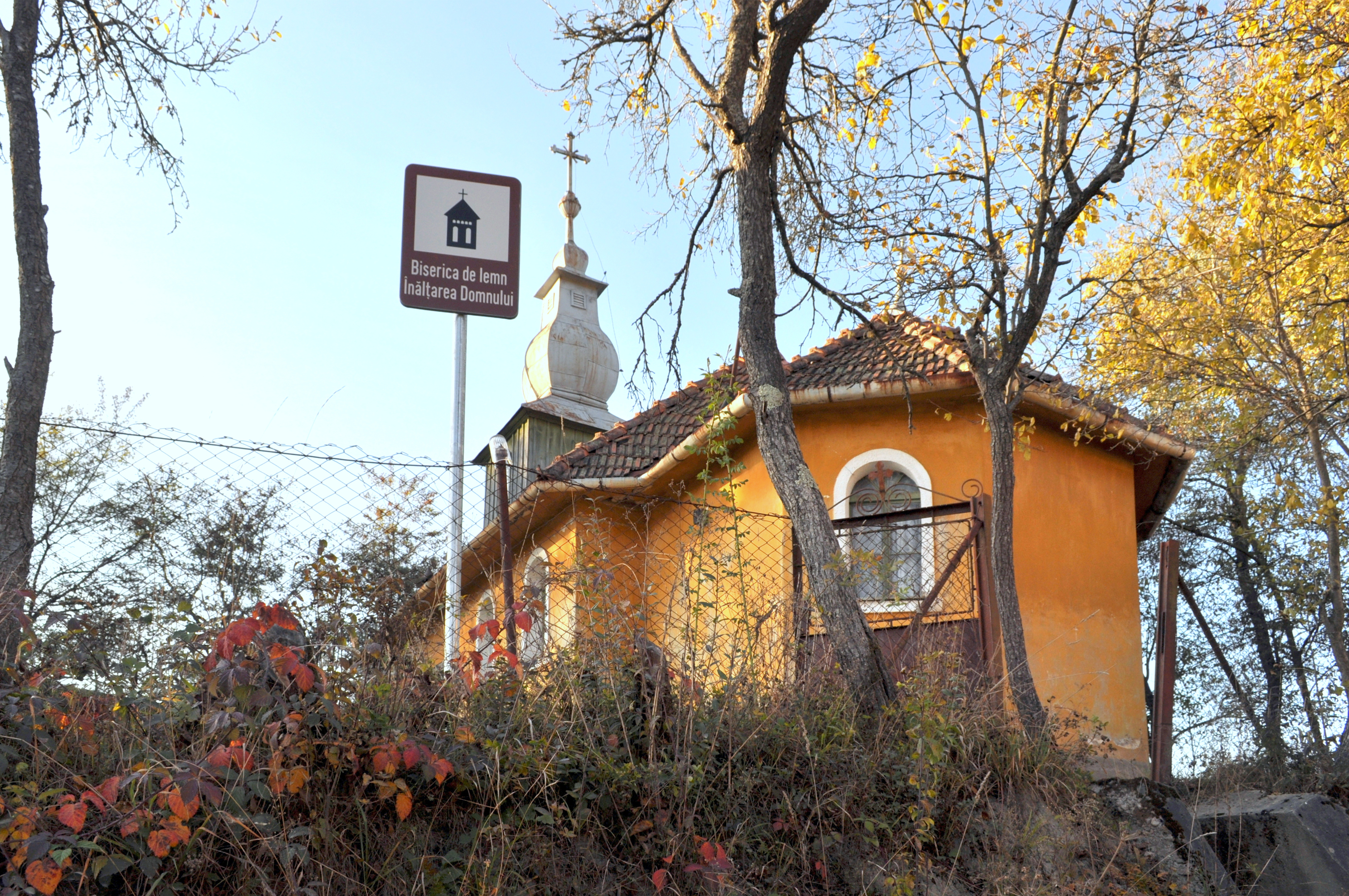
Biserica de lemn „Înălțarea Domnului” din Groși, comuna Vârfurile, județul Arad, foto: octombrie 2011.

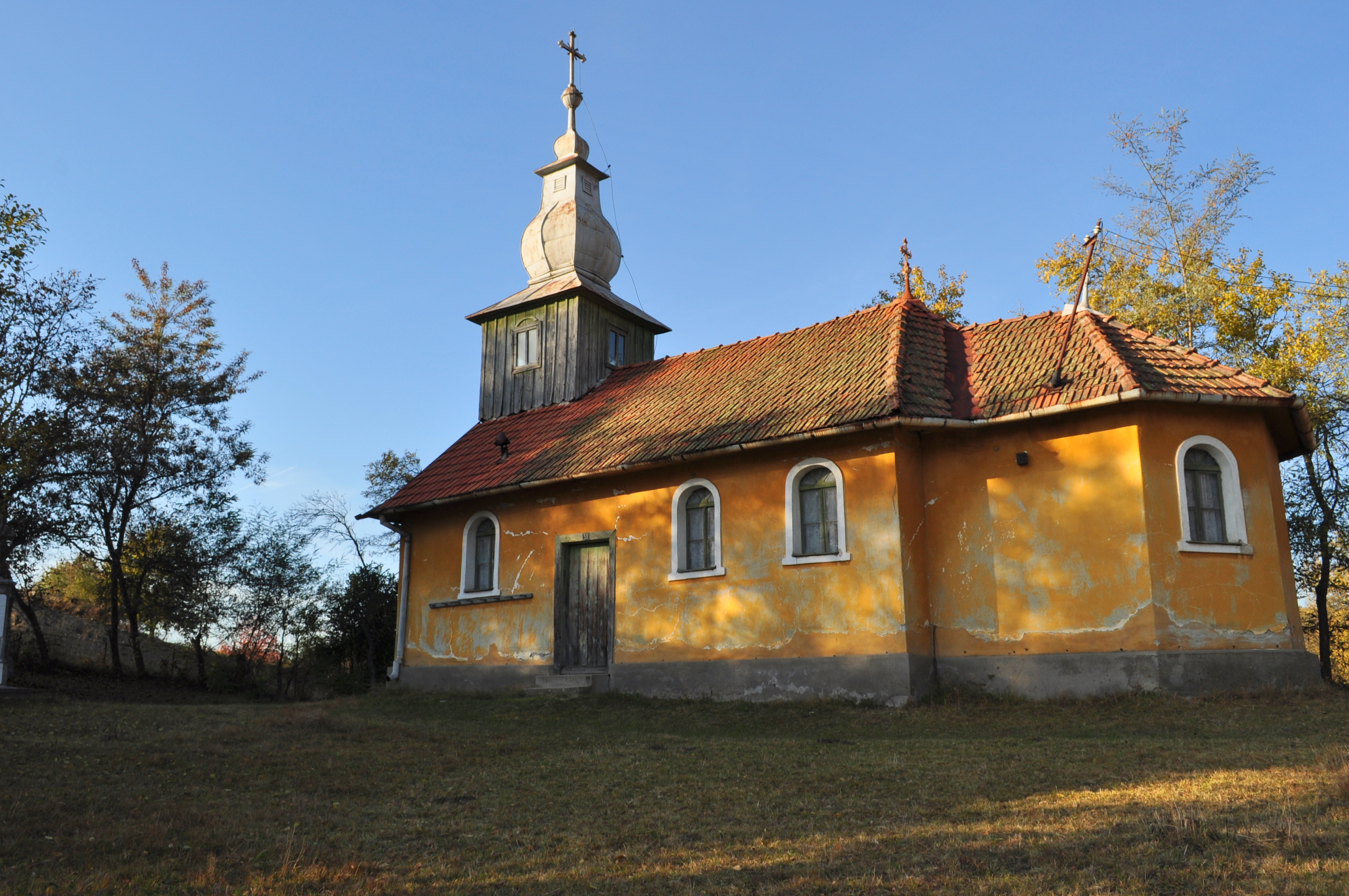
Biserica de lemn „Înălțarea Domnului” din Groși, comuna Vârfurile, județul Arad, foto: octombrie 2011.

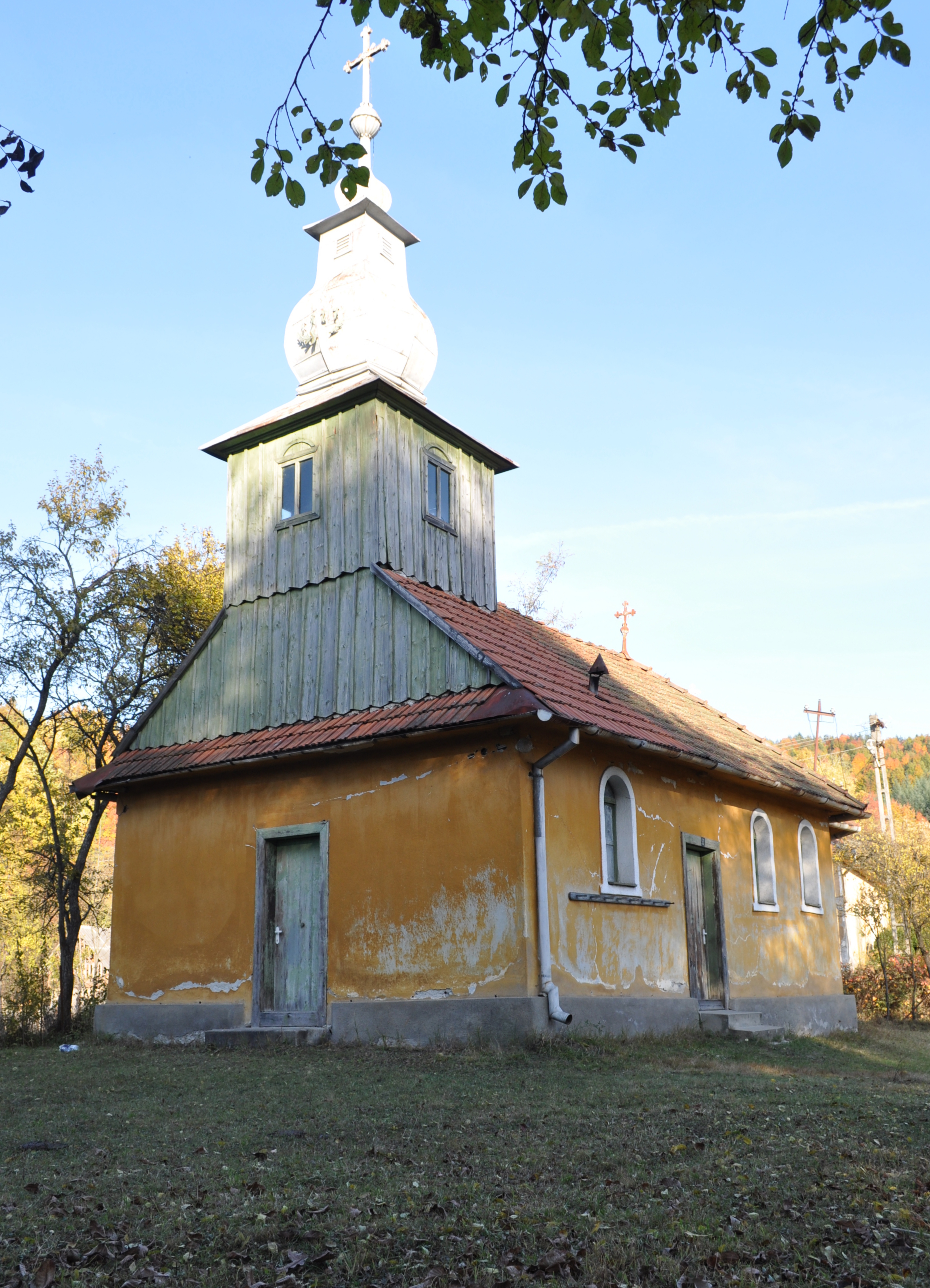
Biserica (sud-vest)

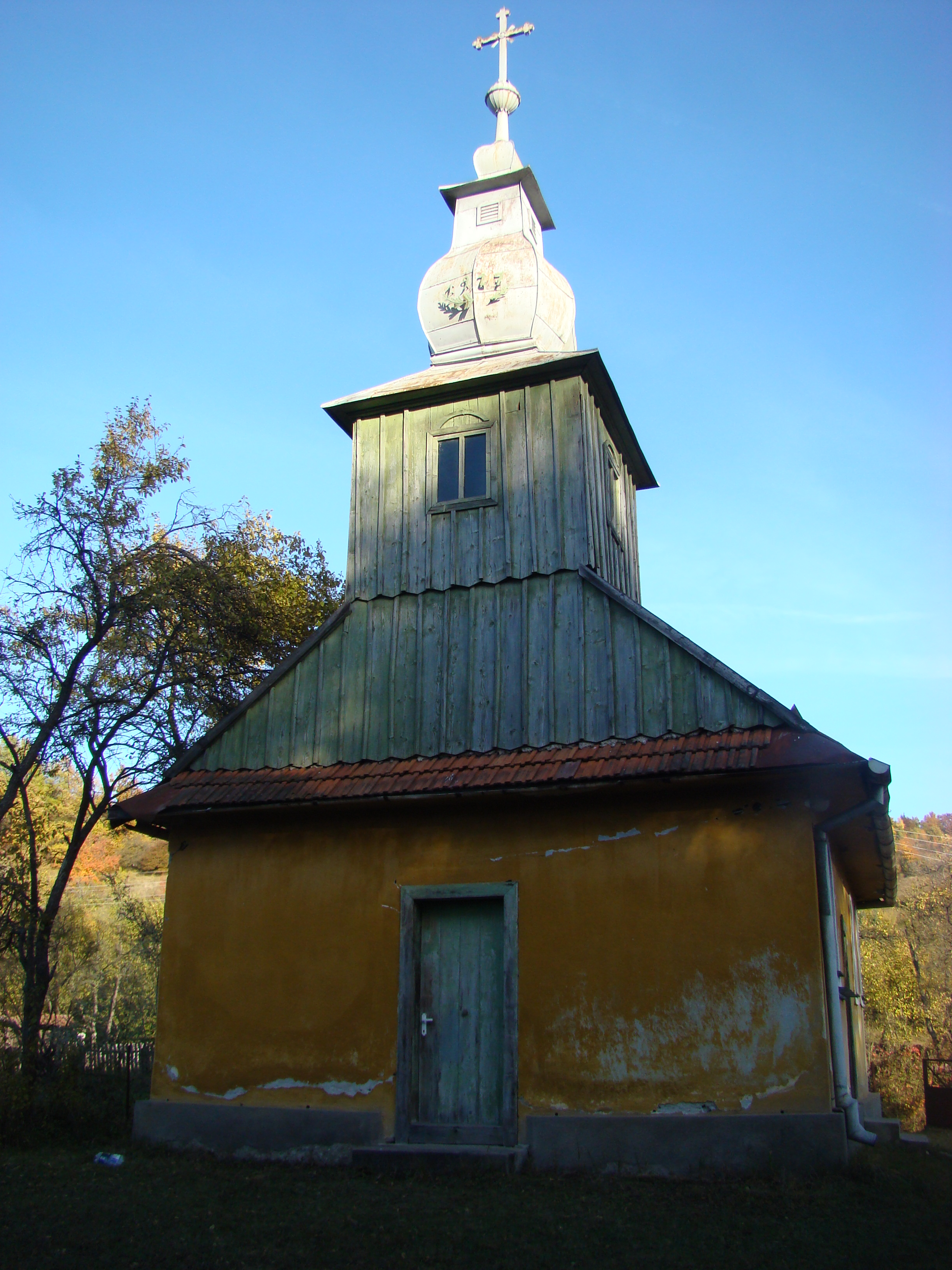
Biserica (vest)

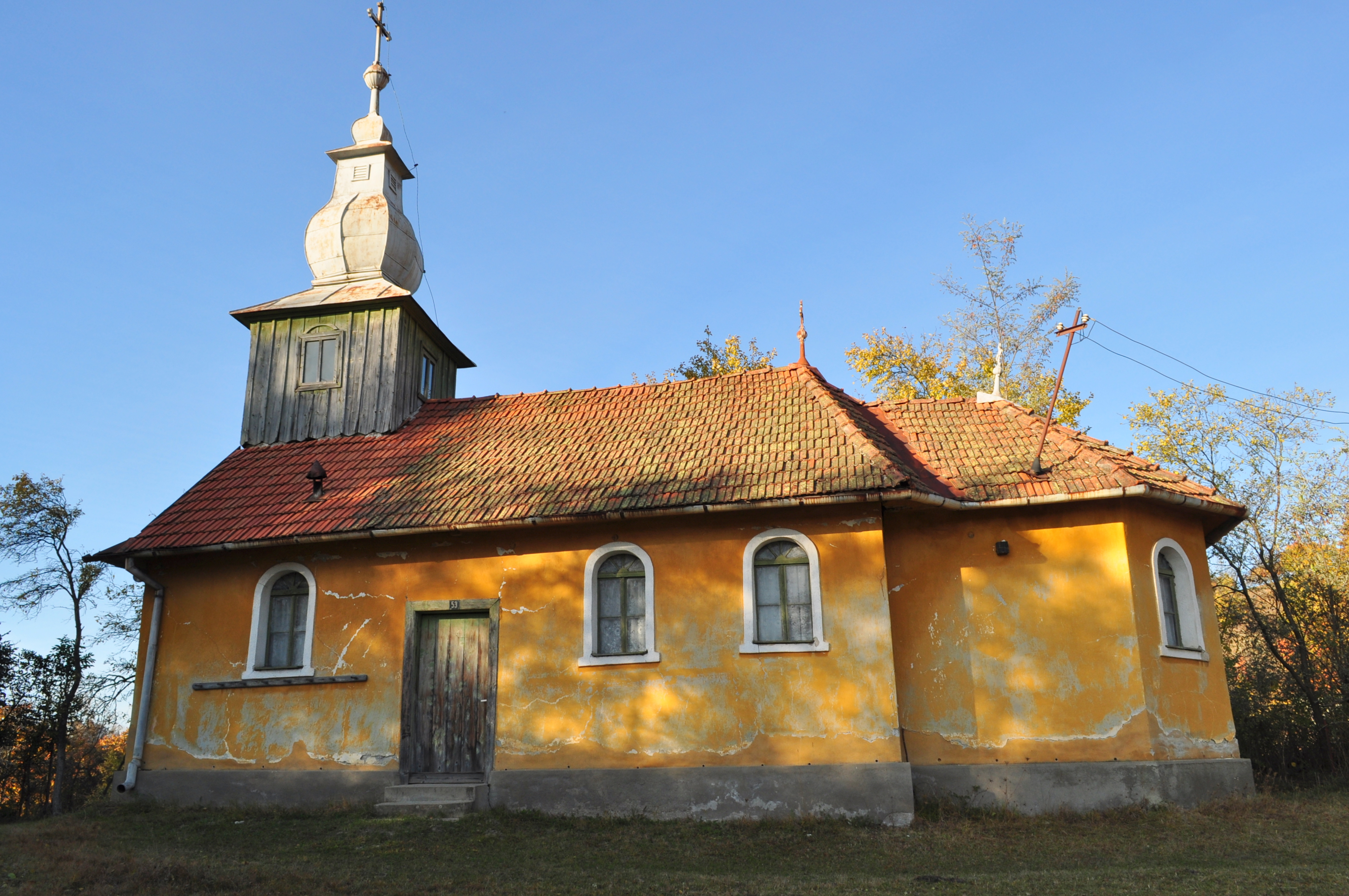
Biserica (sud)

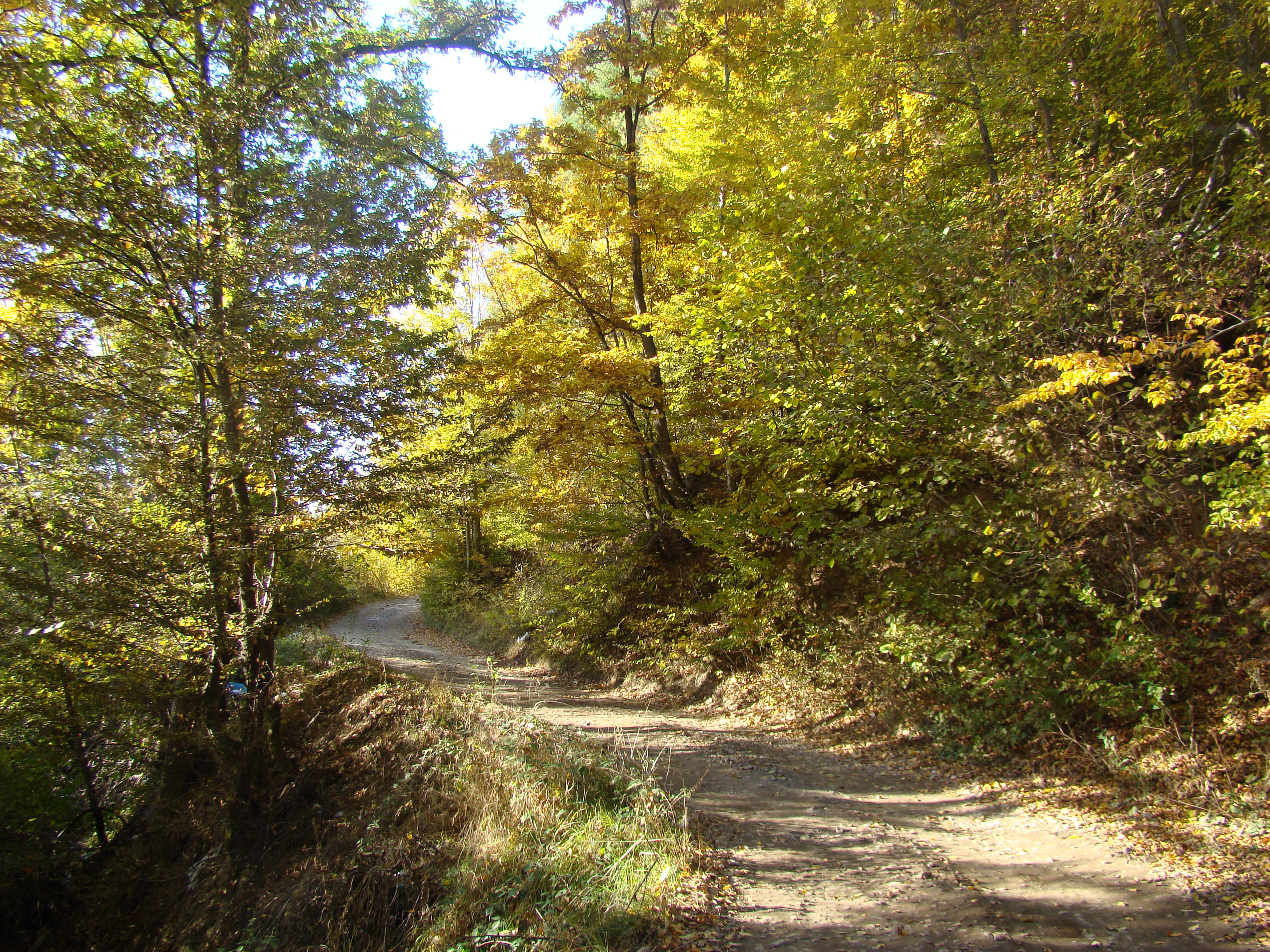
Drumul spre biserică

Biserica de lemn din Groși, comuna Vârfurile, județul Arad, a fost construită în anul 1927. Are hramul „Înălțarea Domnului”. Biserica se află pe noua listă a monumentelor istorice sub codul LMI:  AR-II-m-B-00606.

## Istoric
O primă biserică de lemn cu hramul „Înălțarea Domnului" a fost construită între anii 1754-1760. Coriolan Petranu afirma că această biserică ar fi fost adusă de la Țohești. Biserica aceasta a fost folosită până în anul 1927 când a fost înlocuită cu actuala biserică de lemn, cu hramul celei vechi și cu material recuperat de la ctitoria anterioară. 

## Imagini din exterior

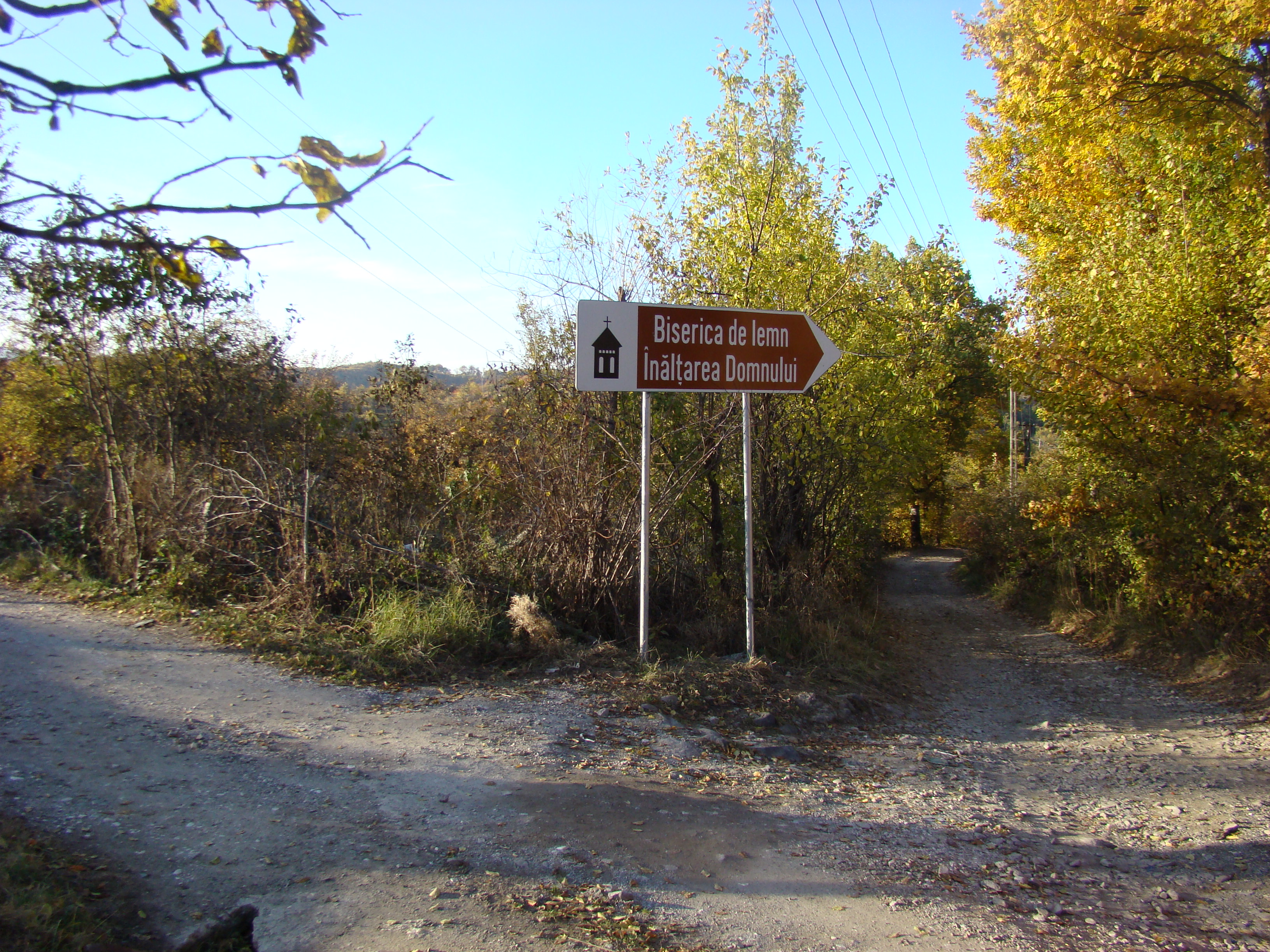
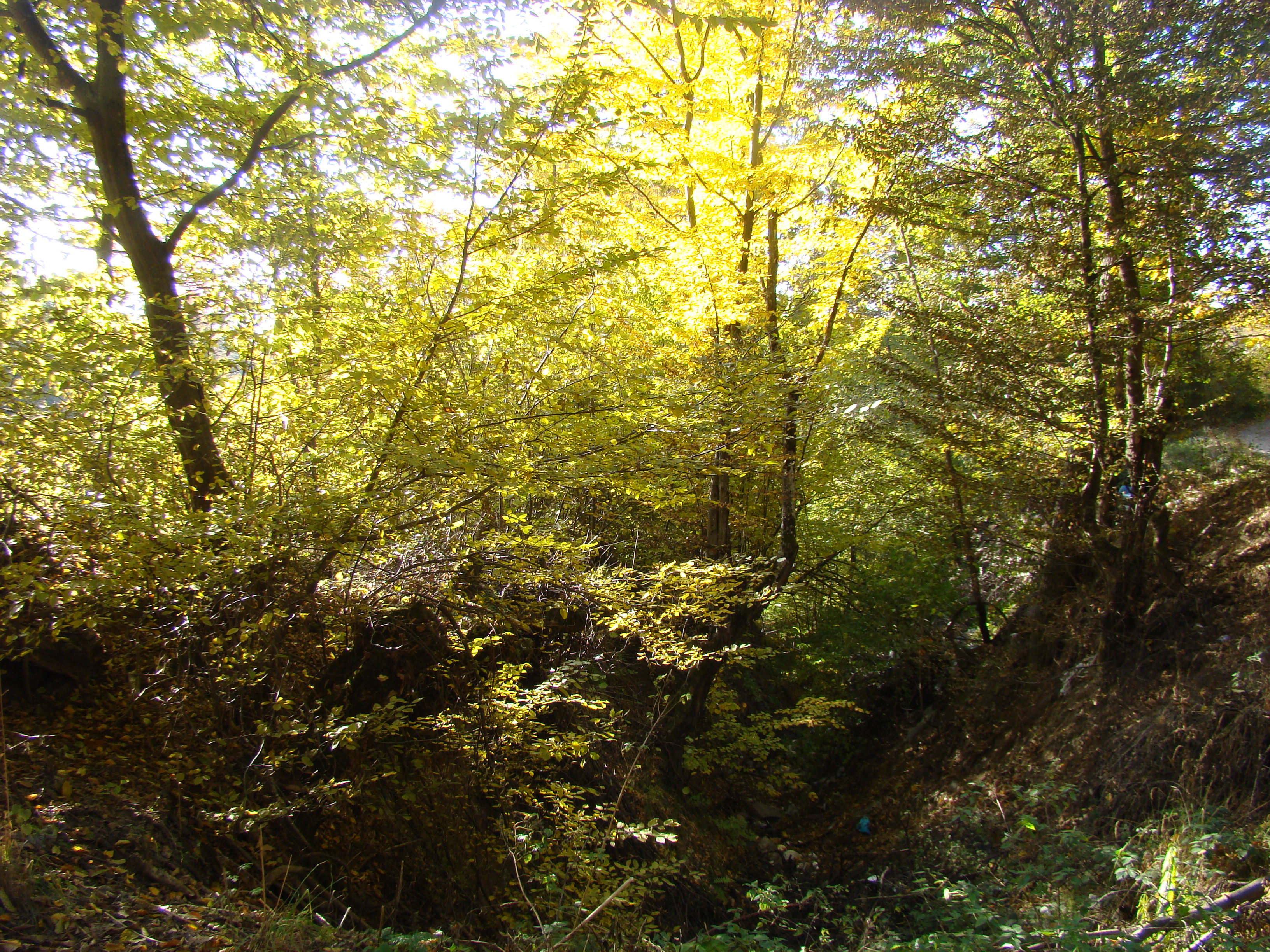
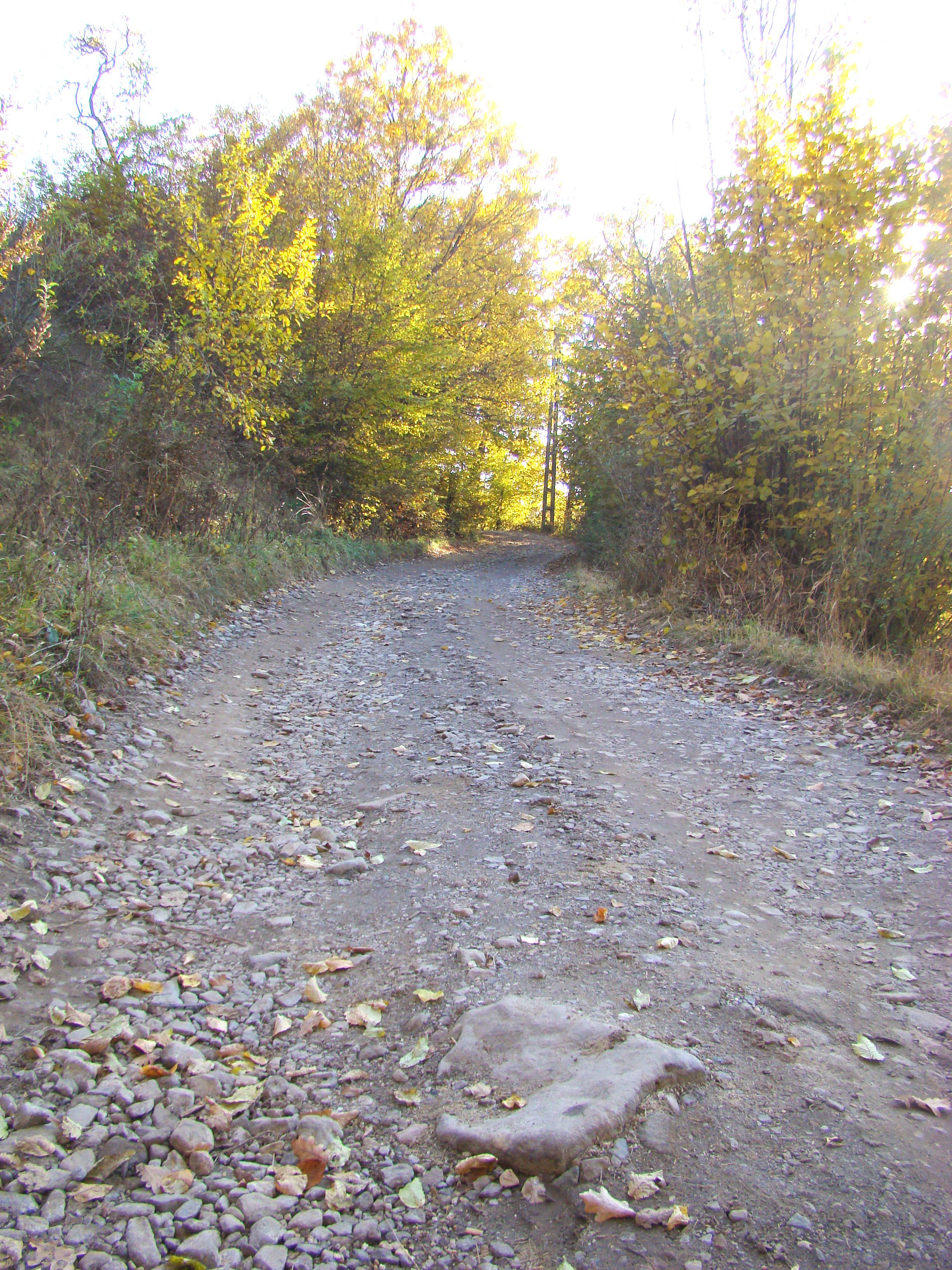
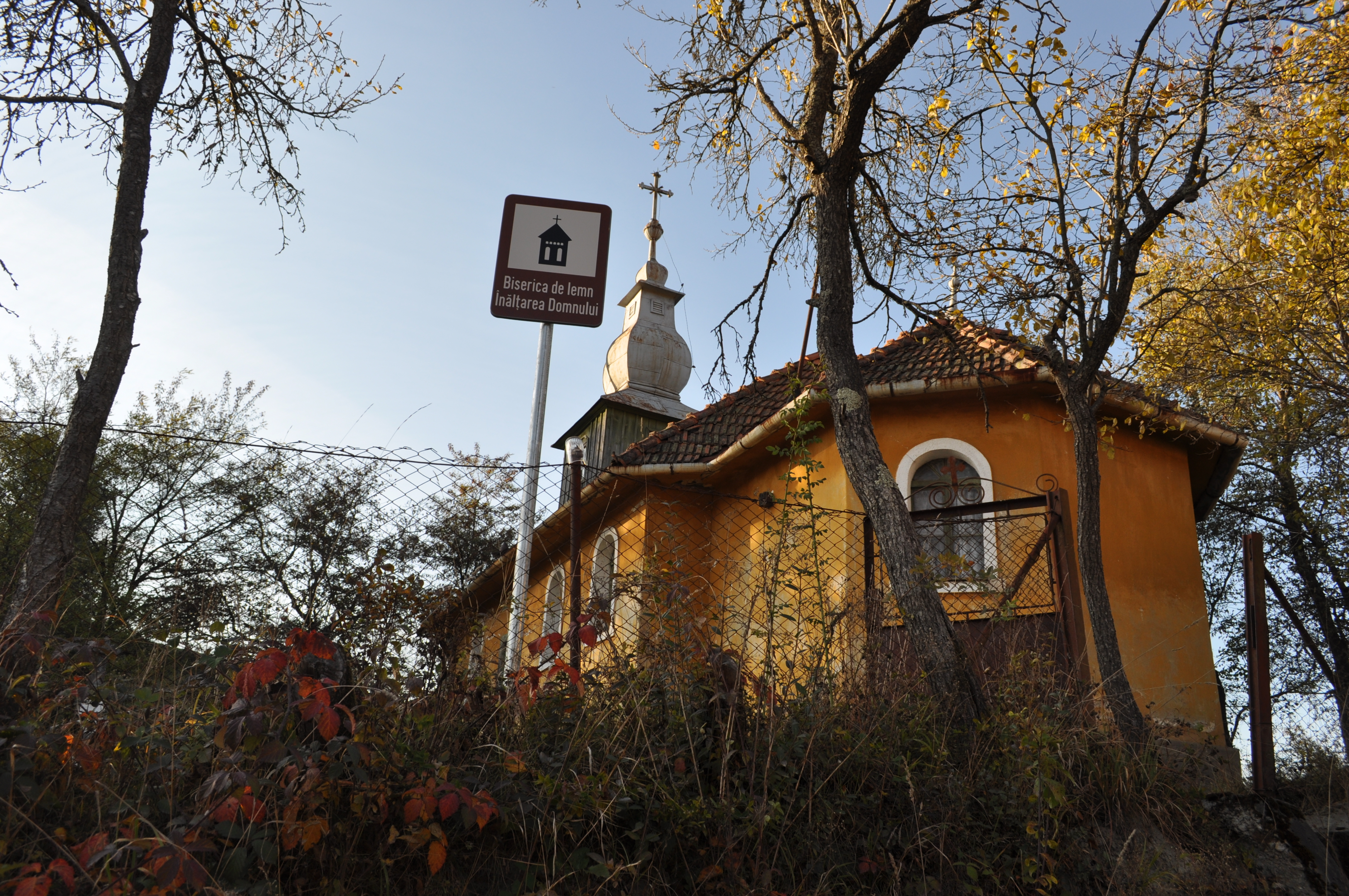
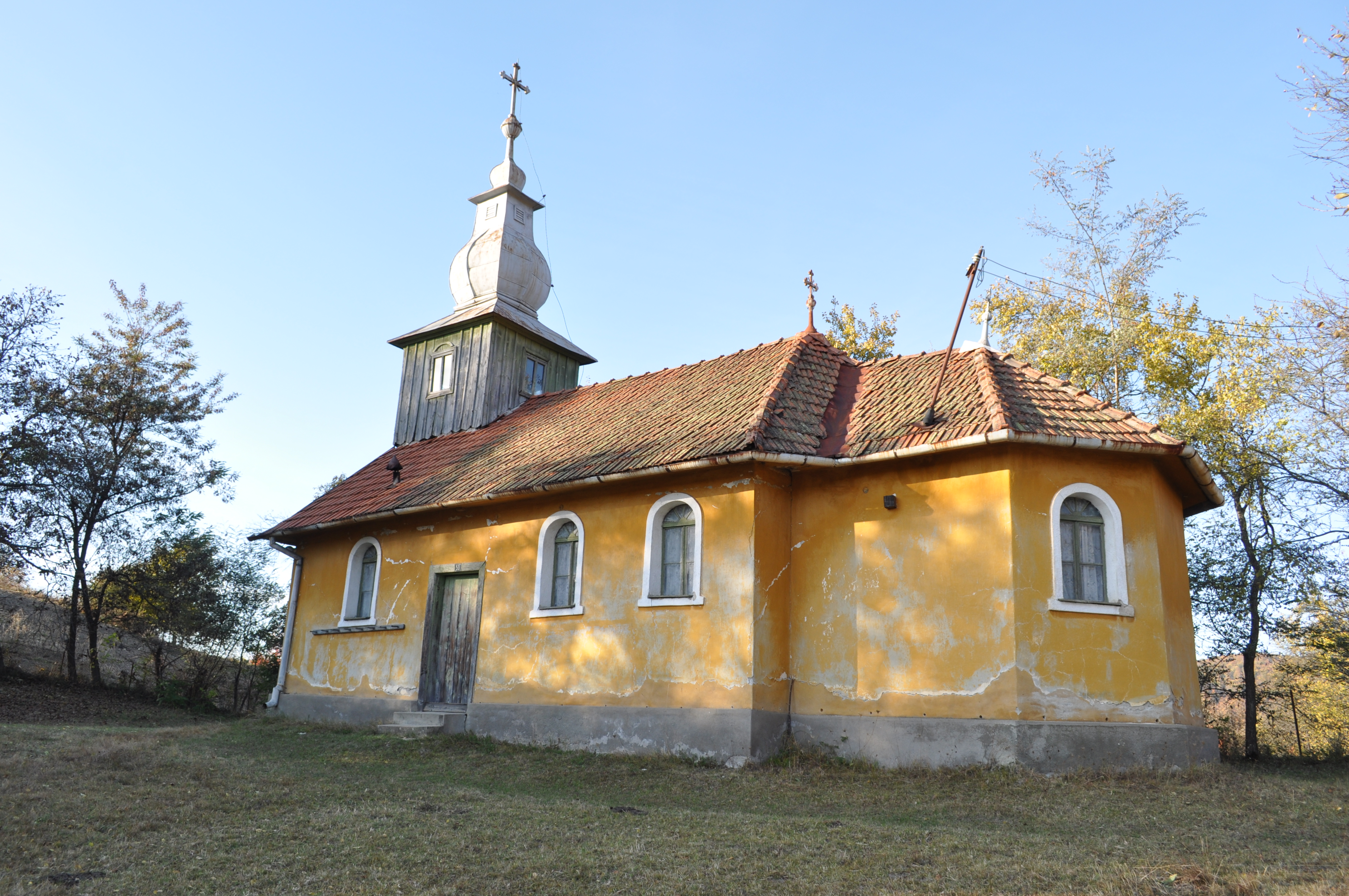
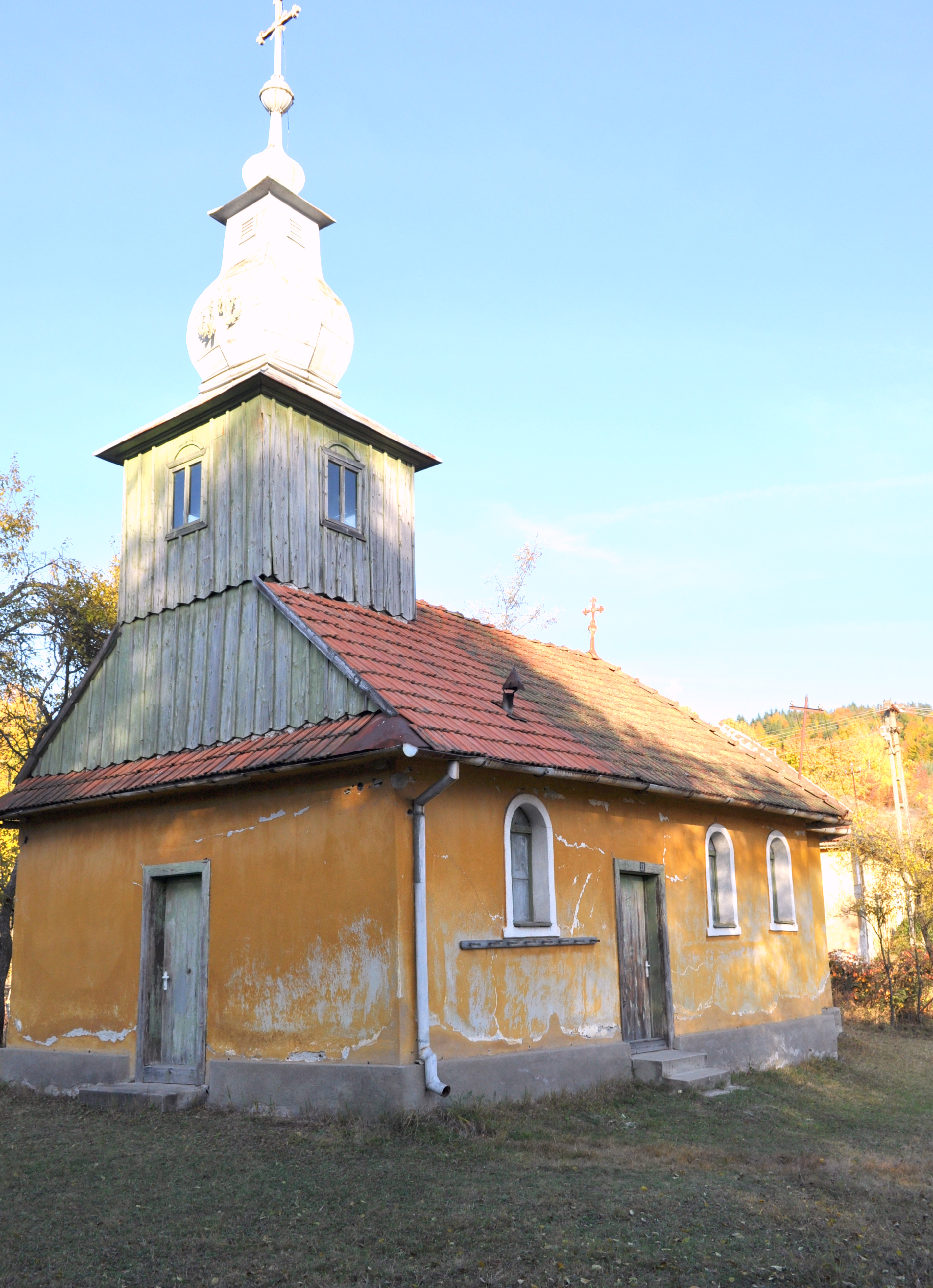
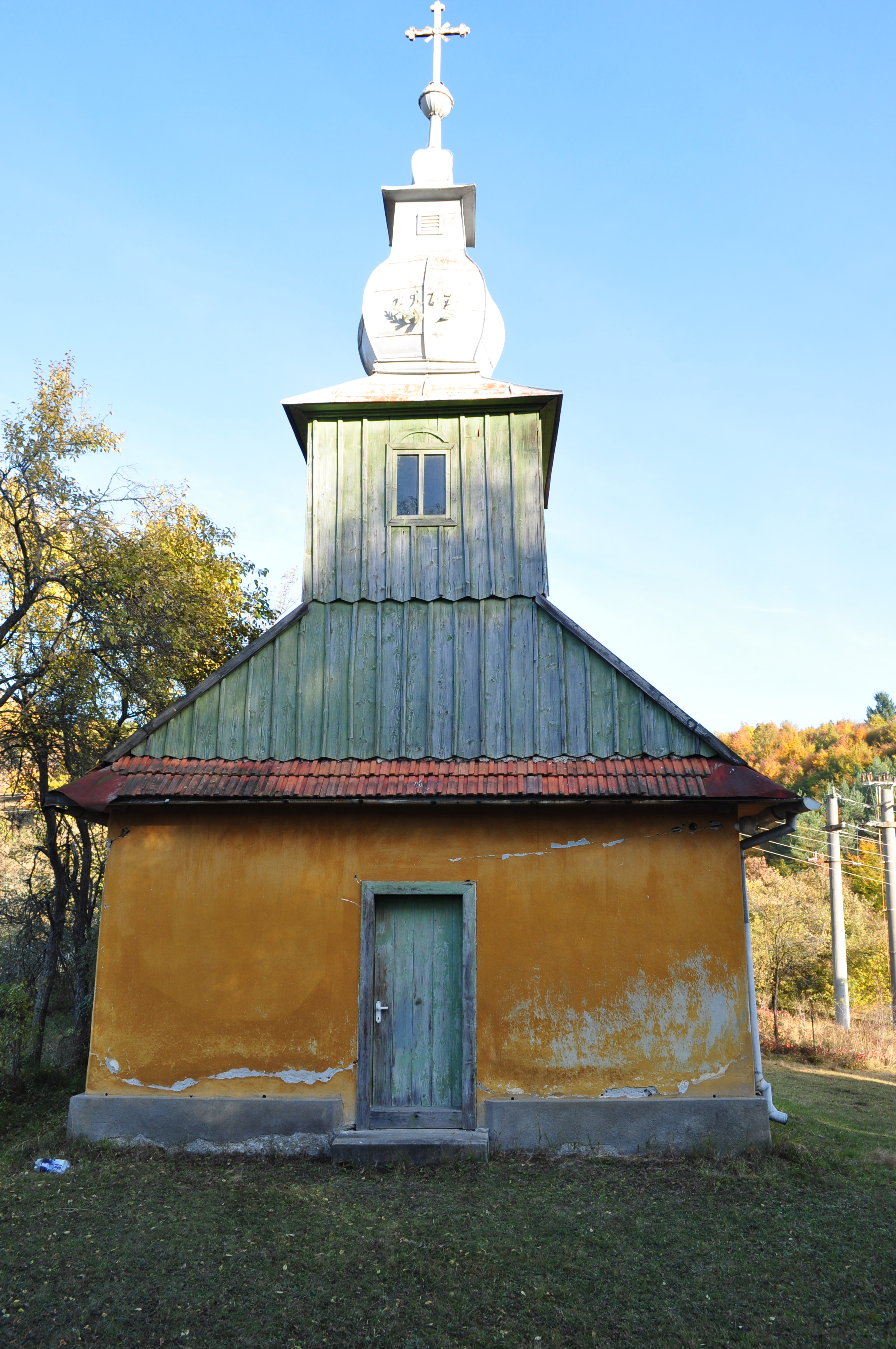
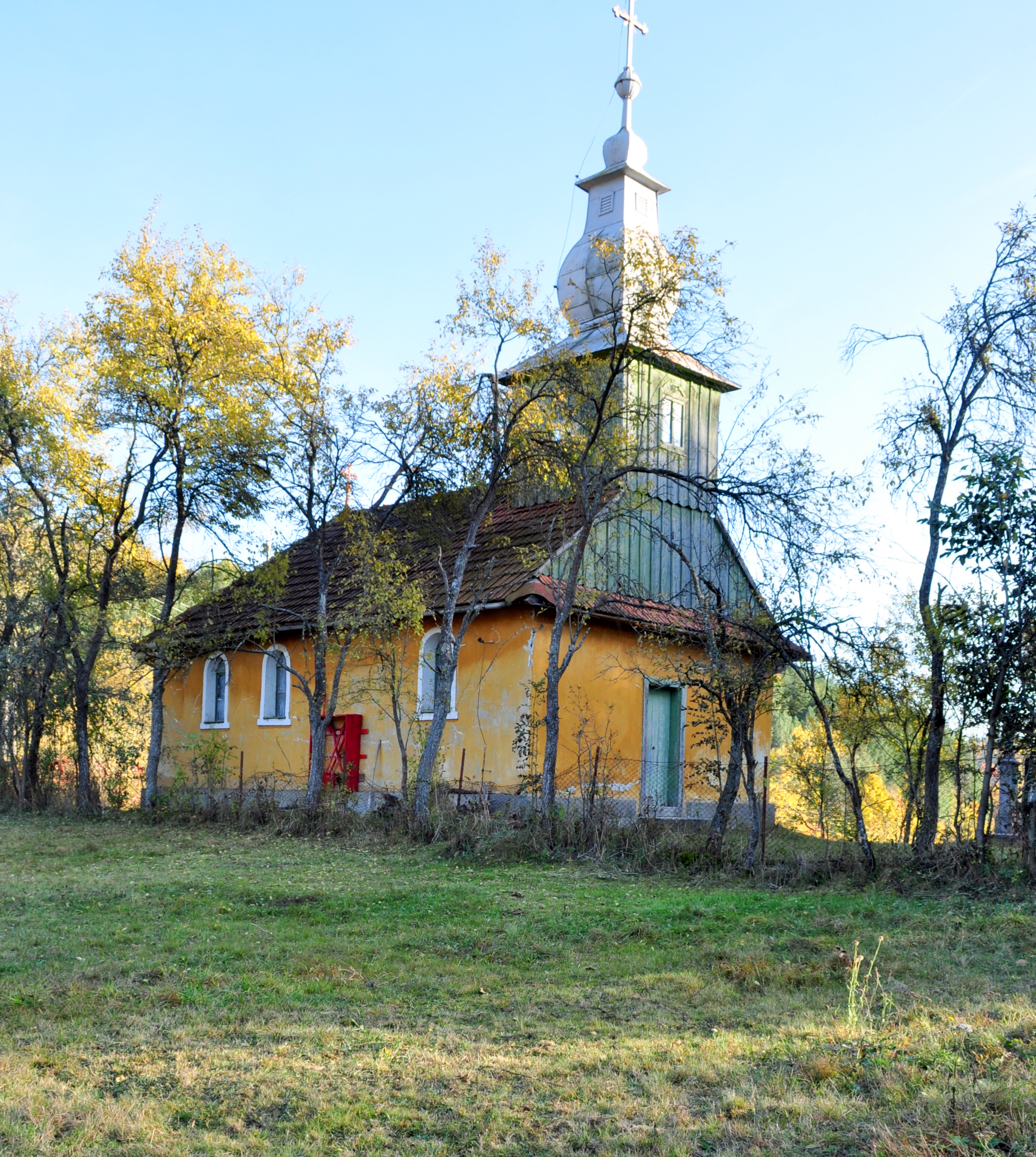
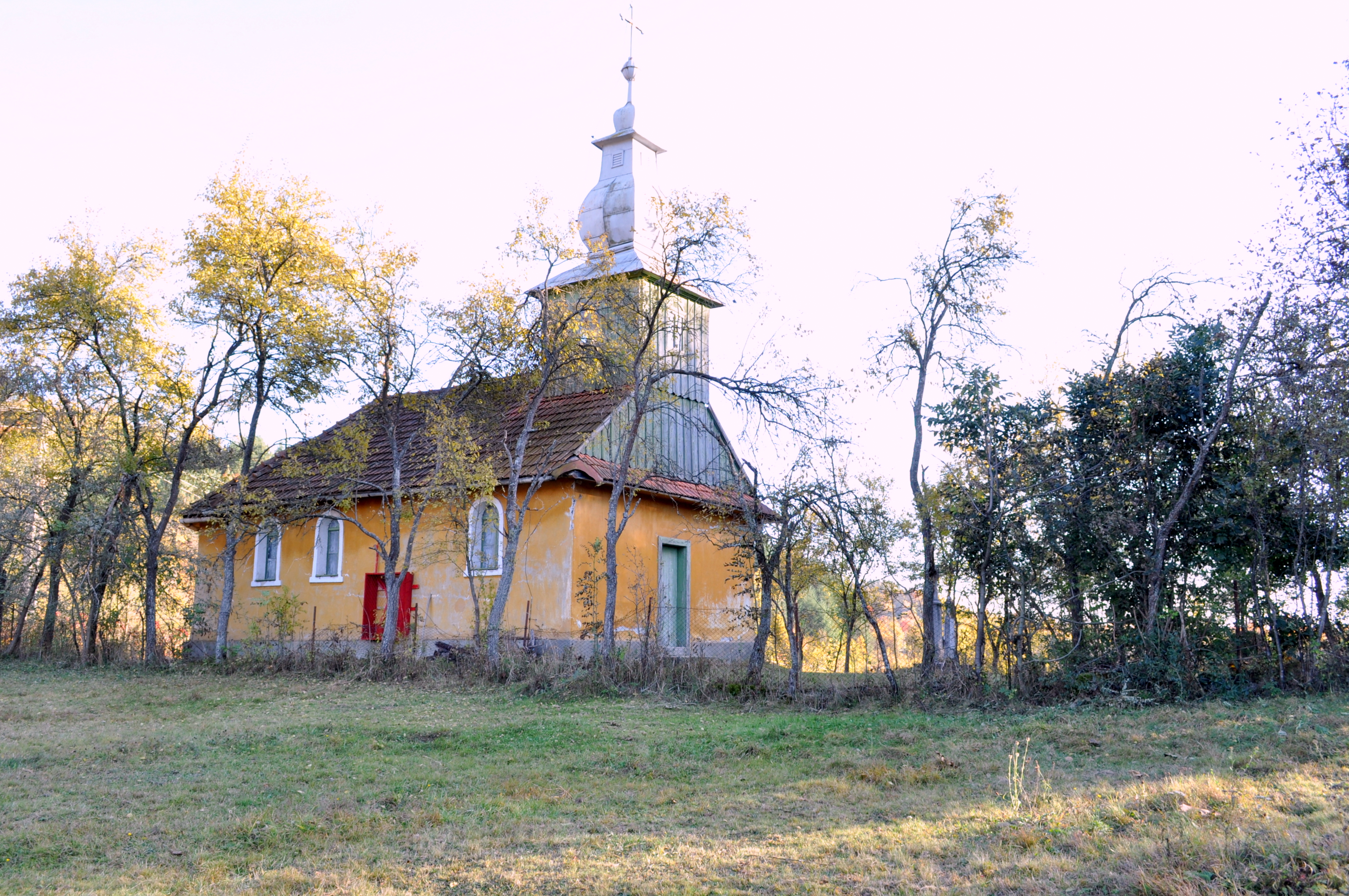
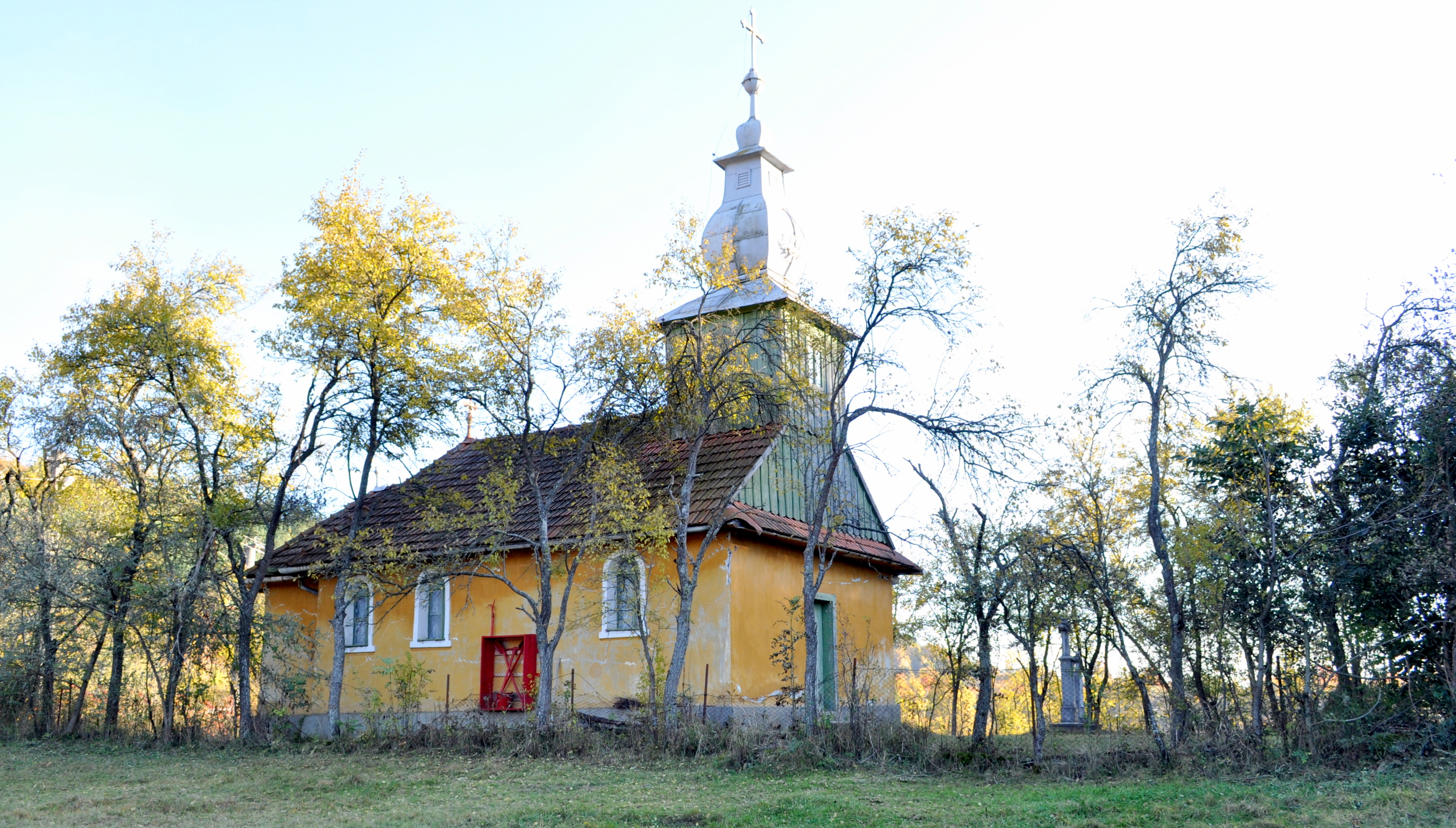
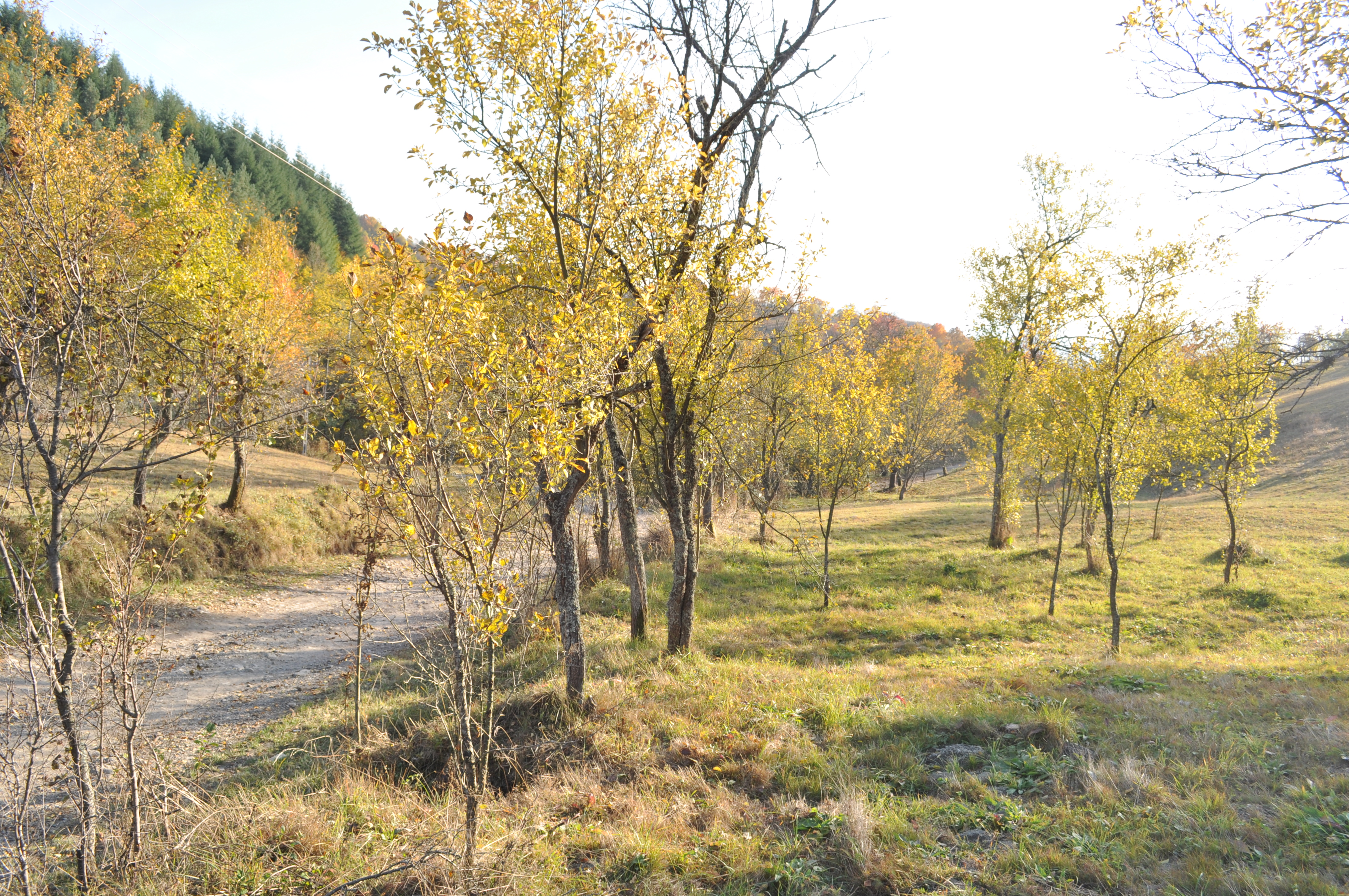
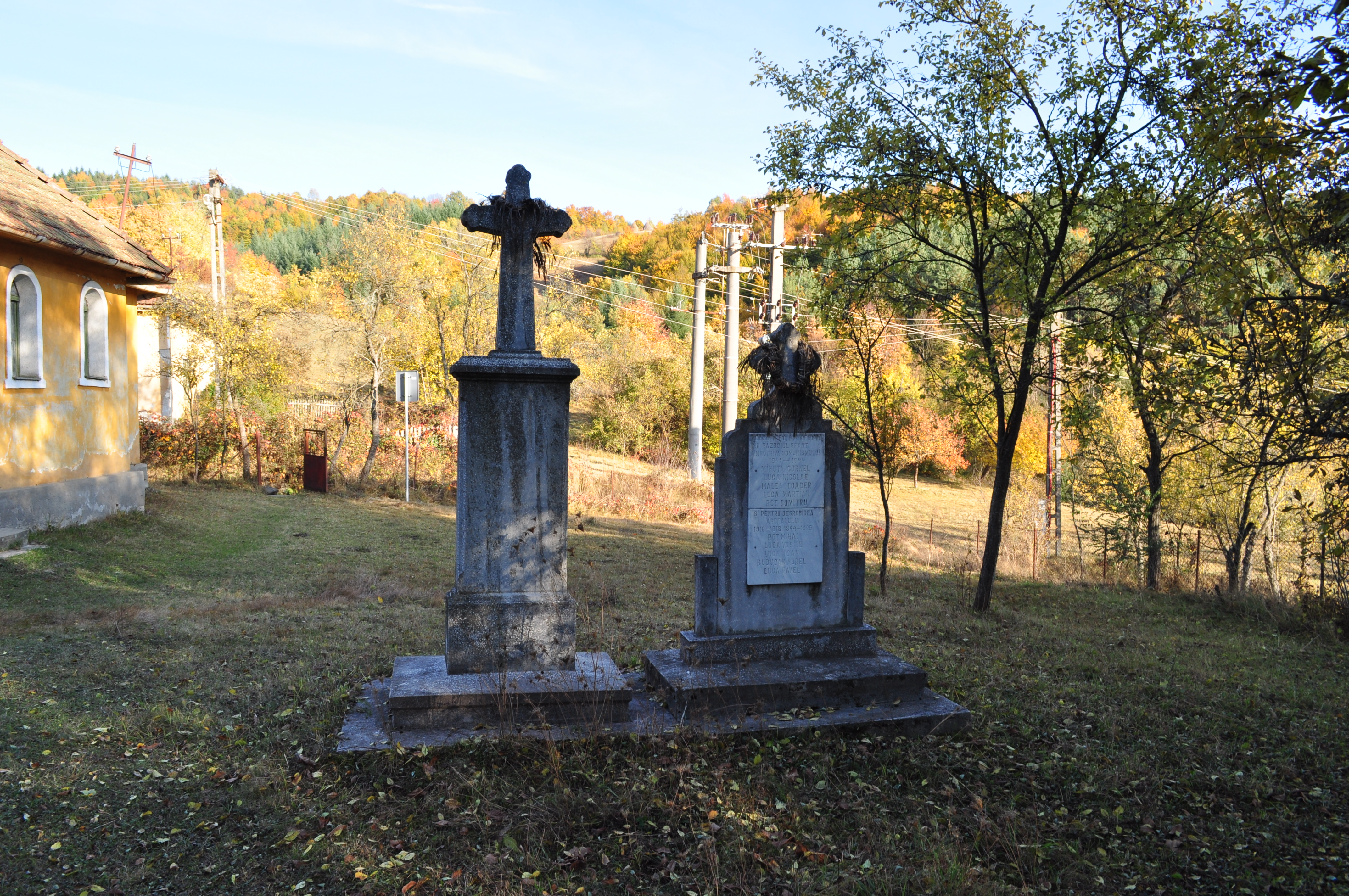
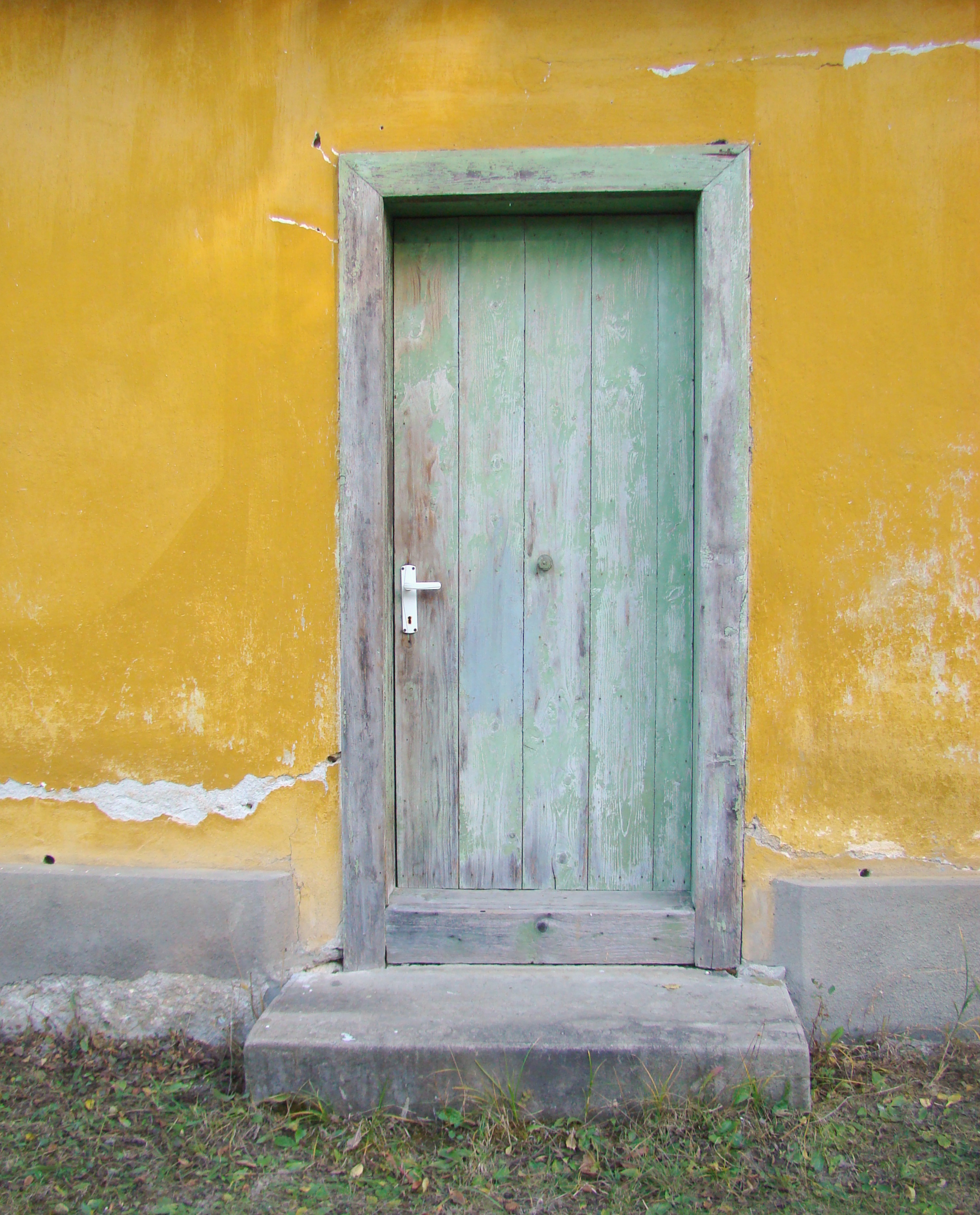
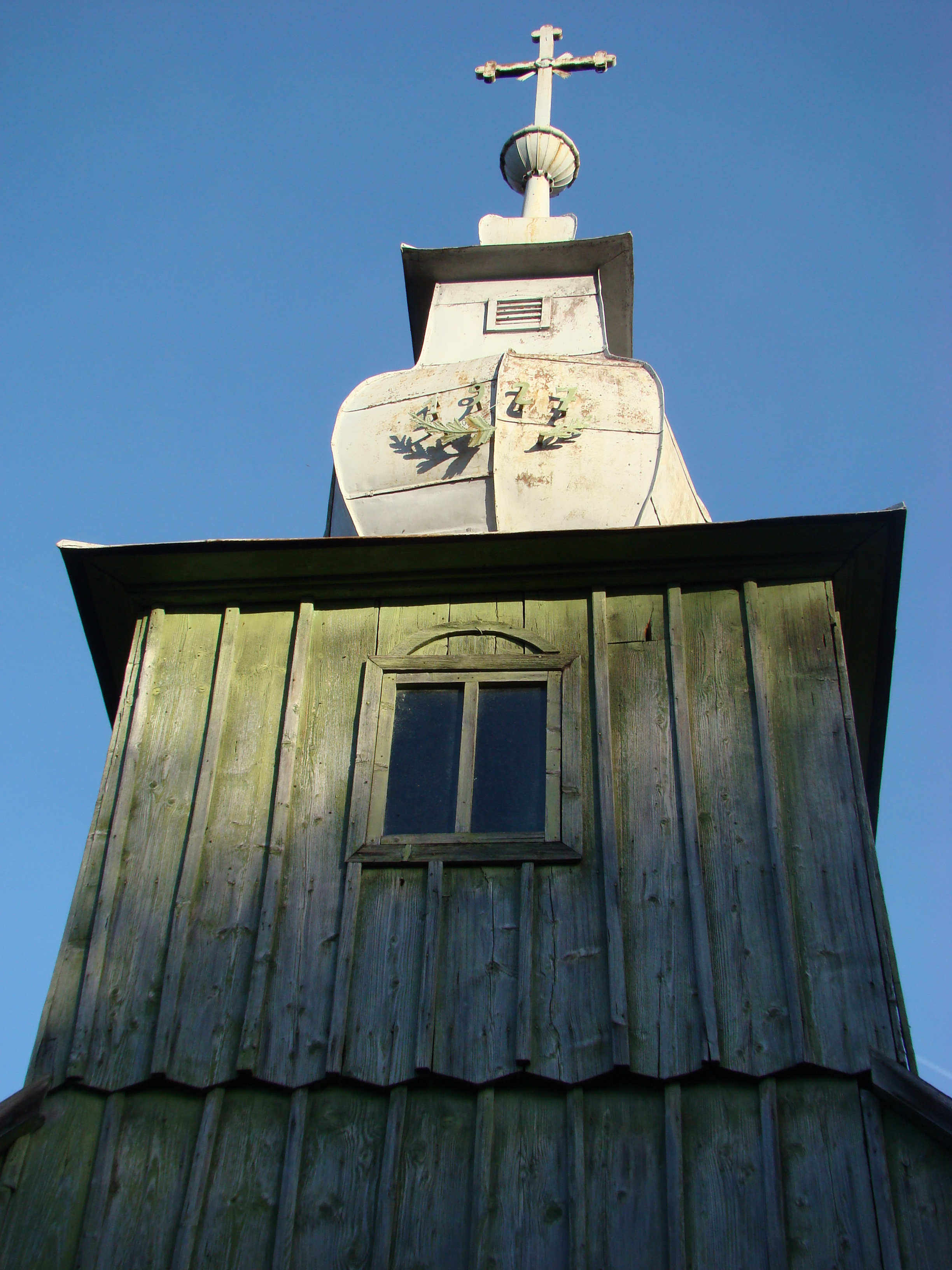
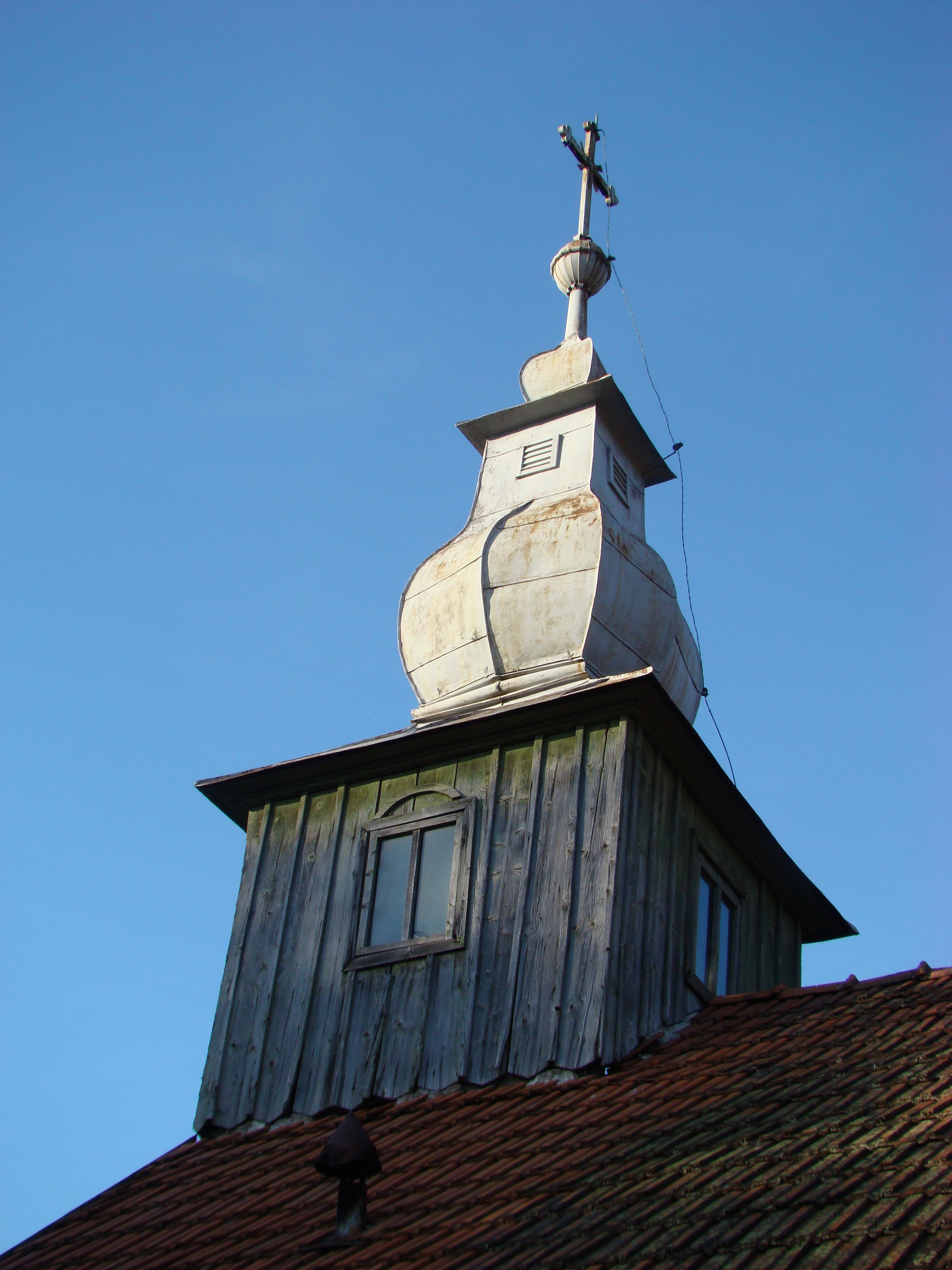
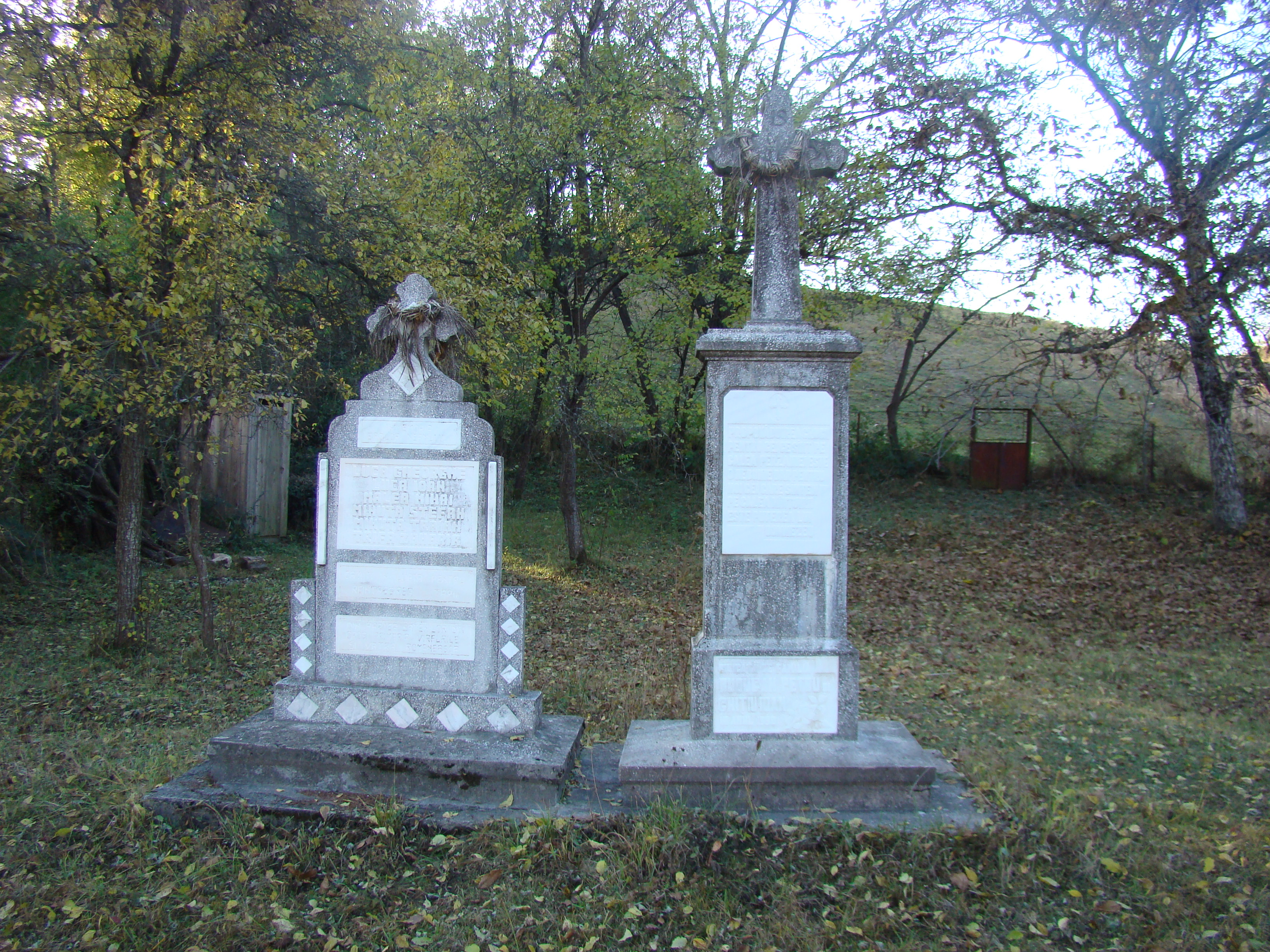
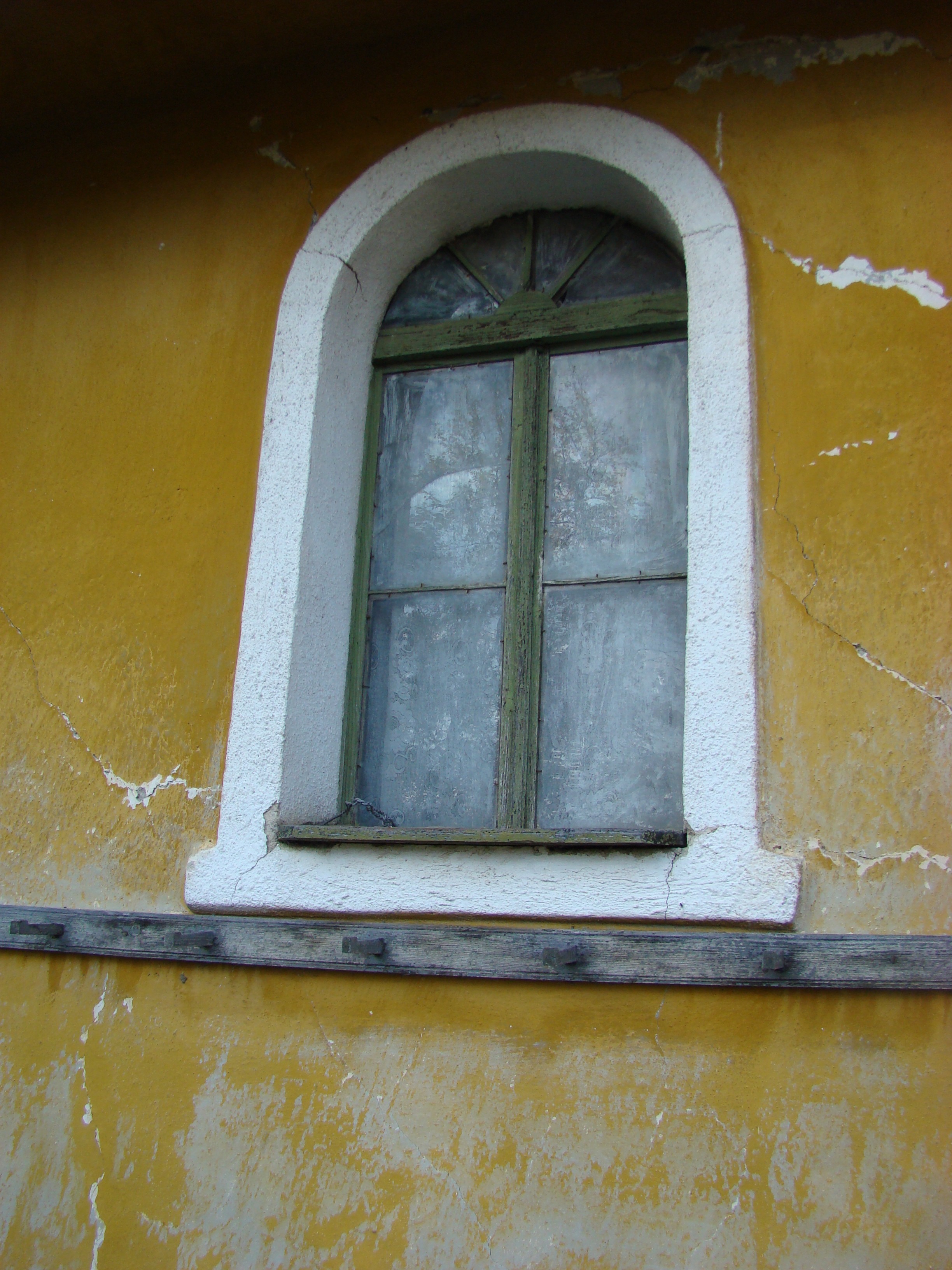
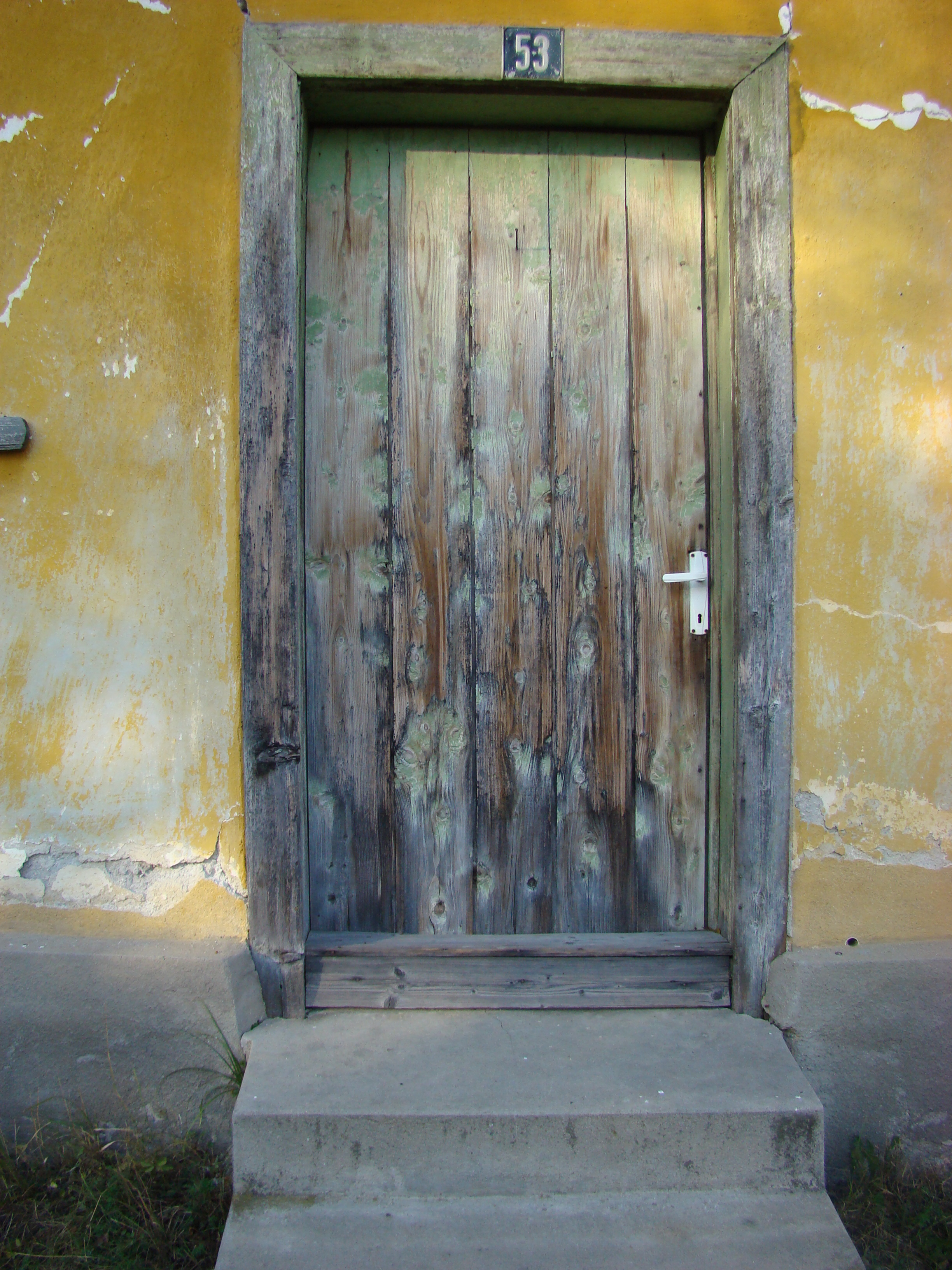
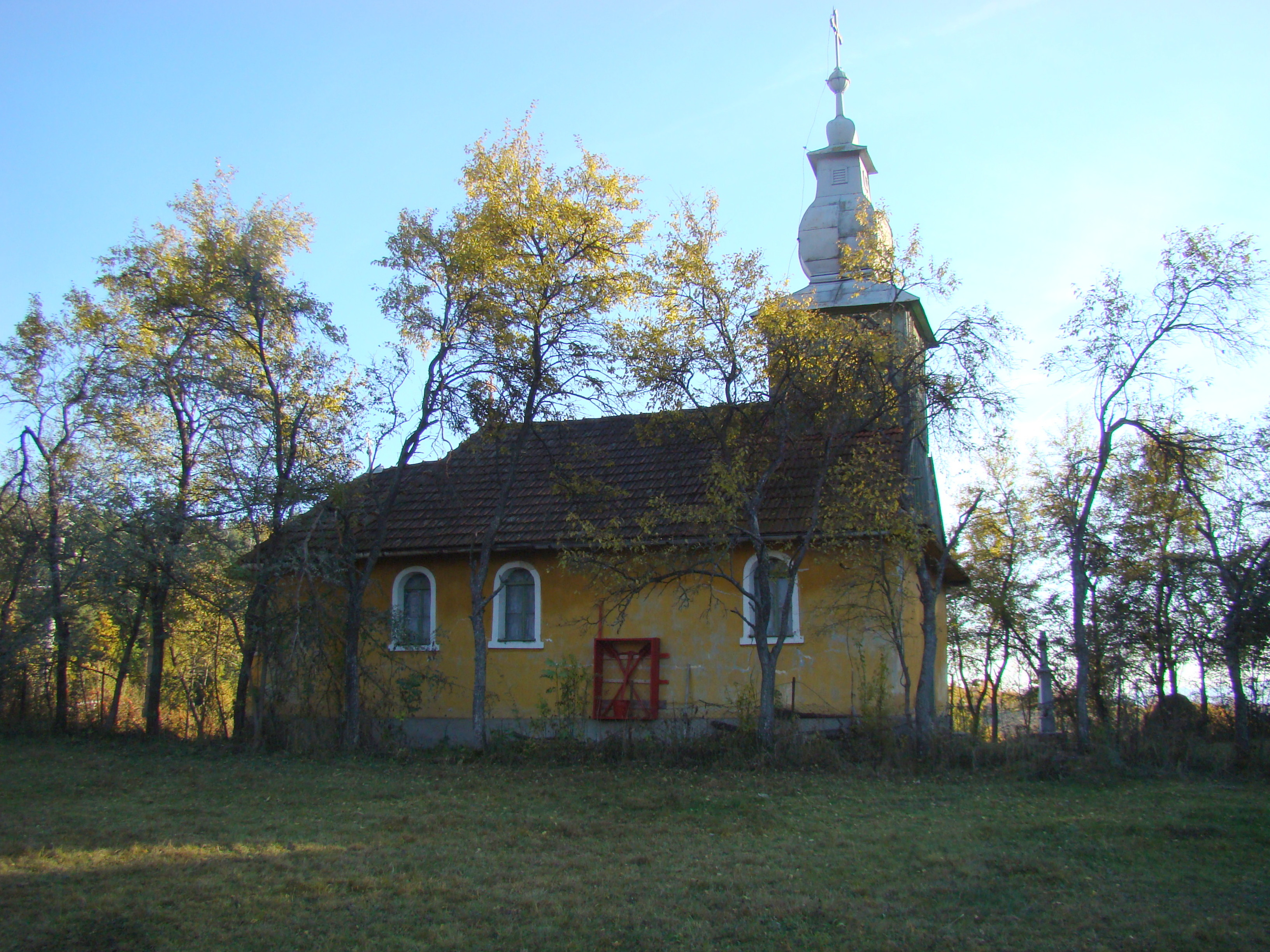
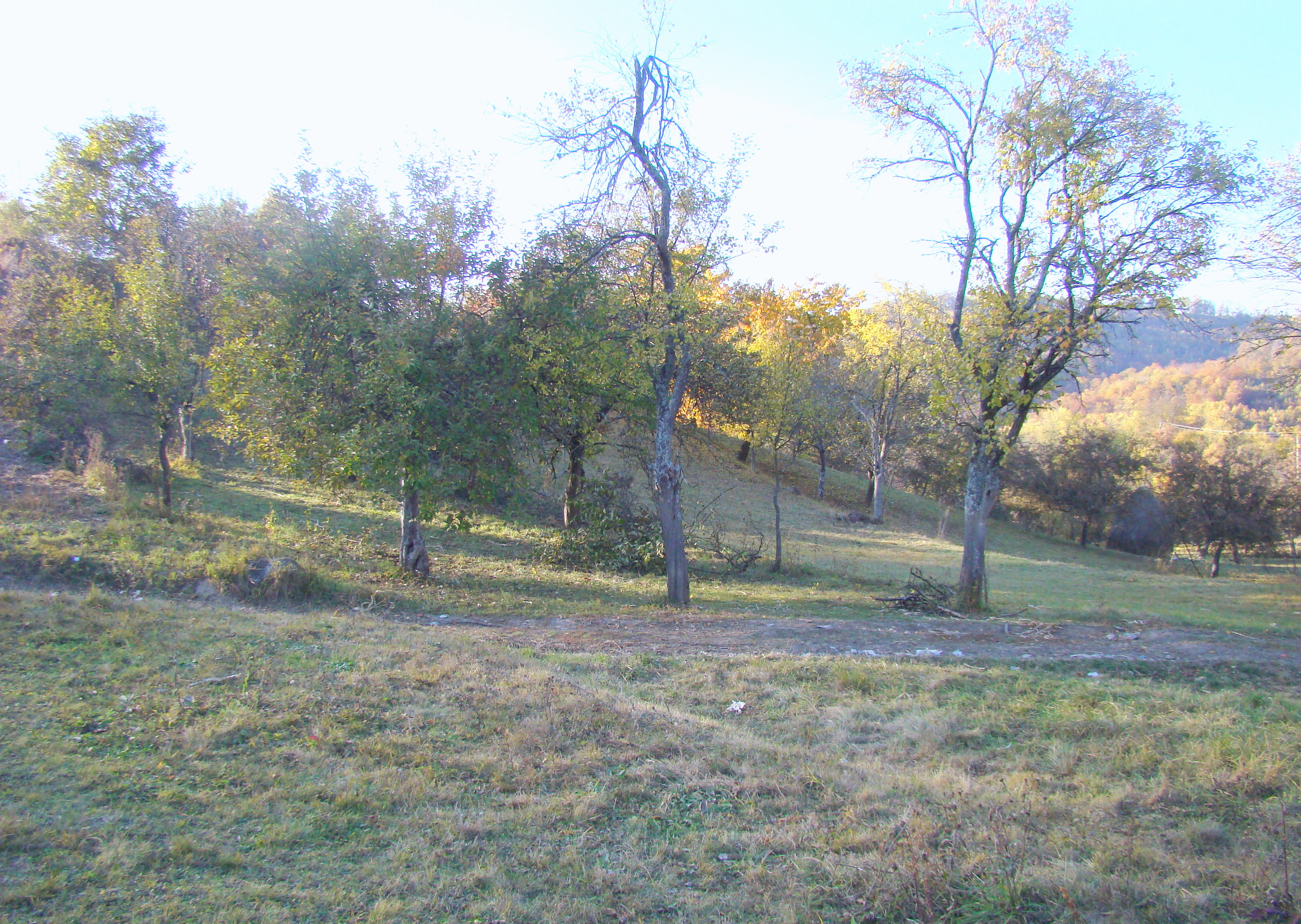
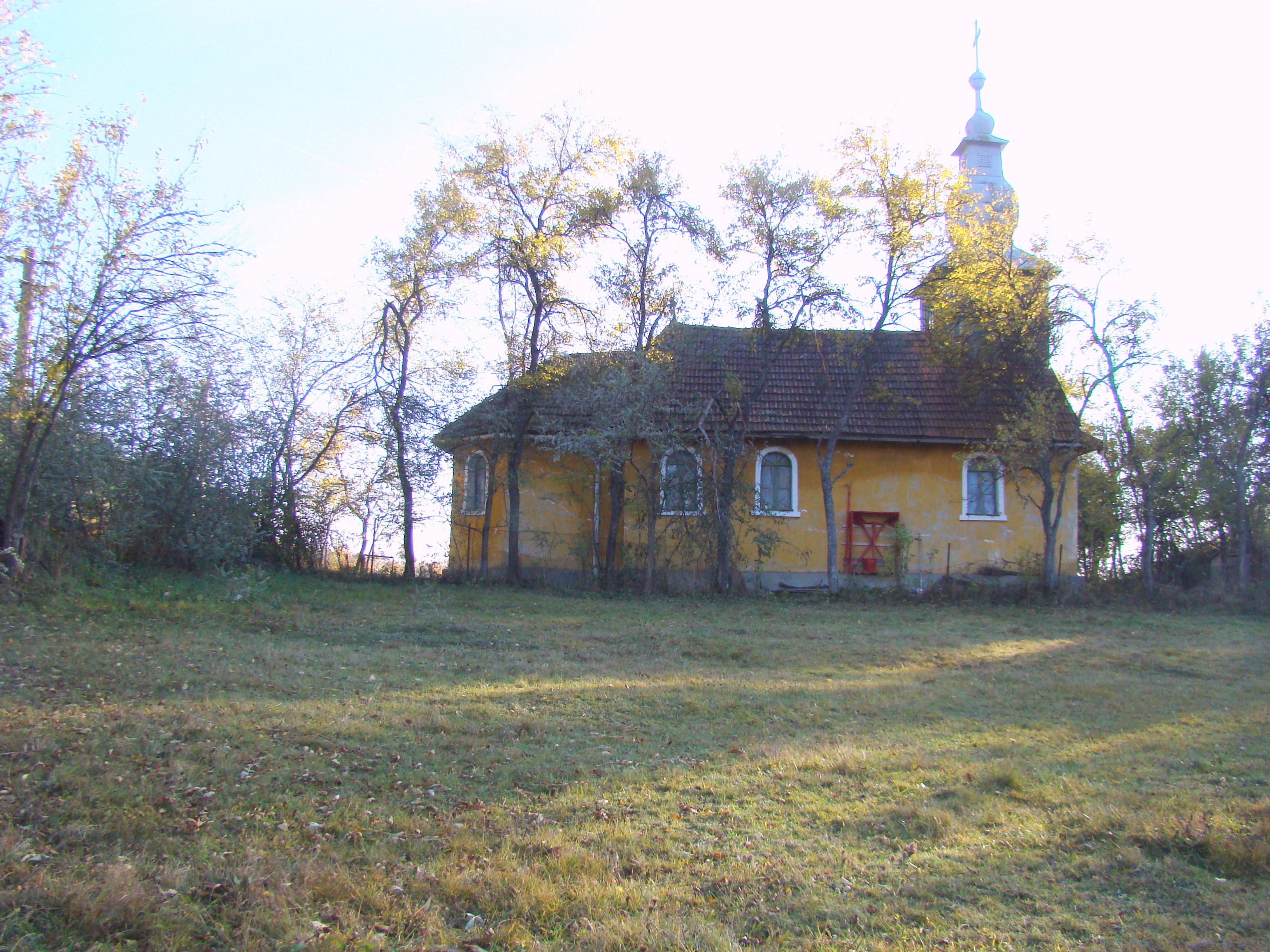
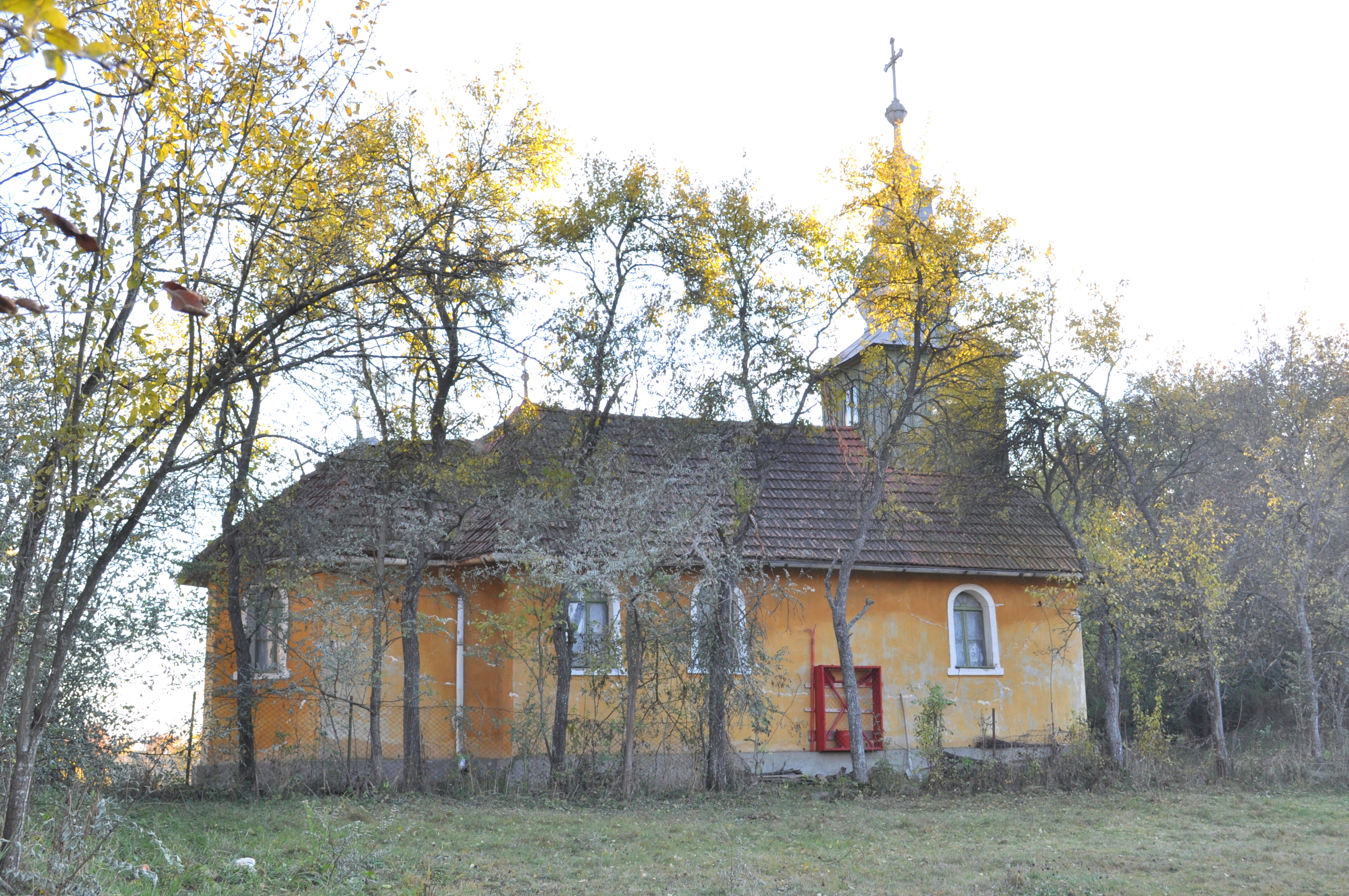
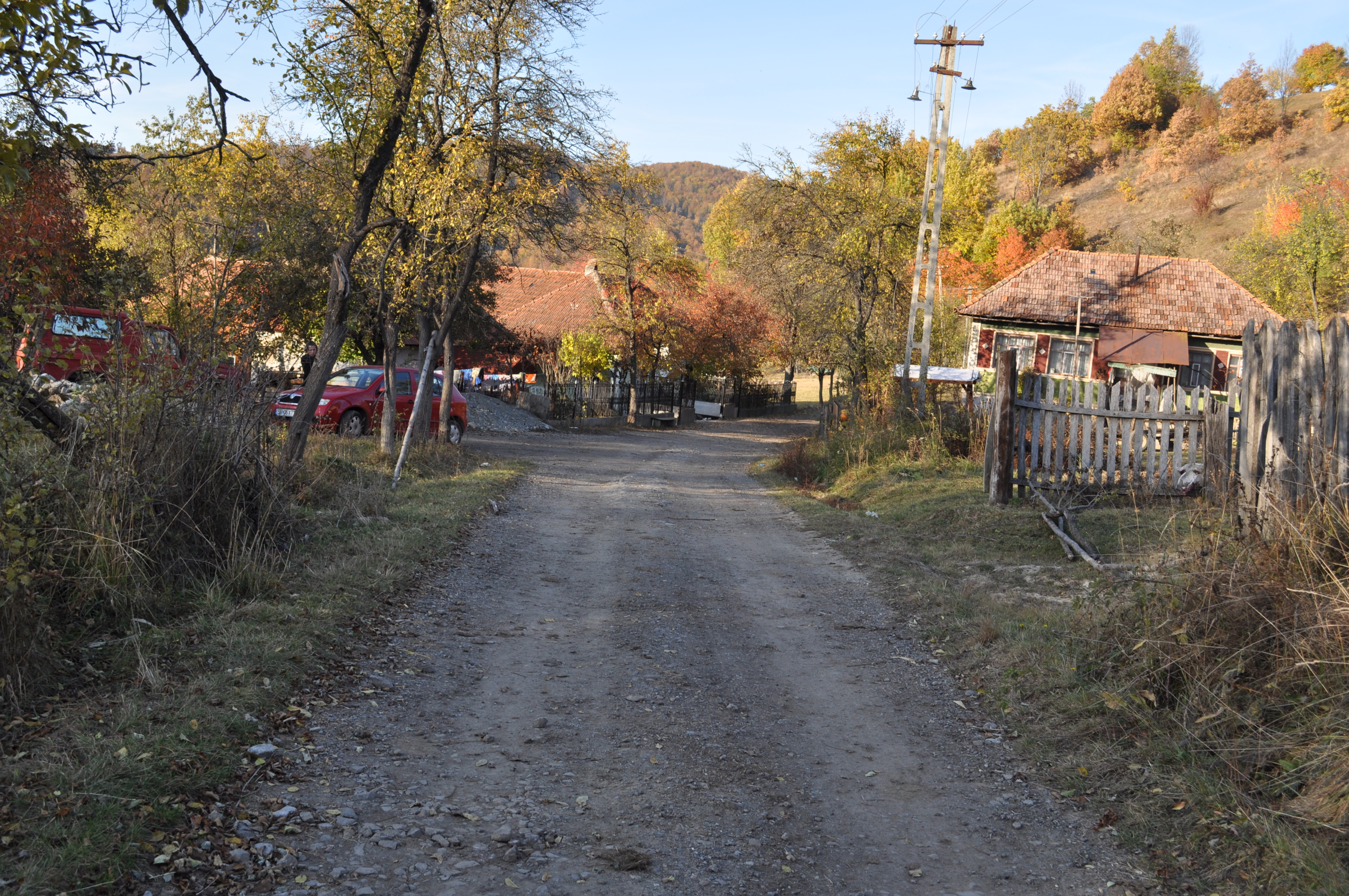
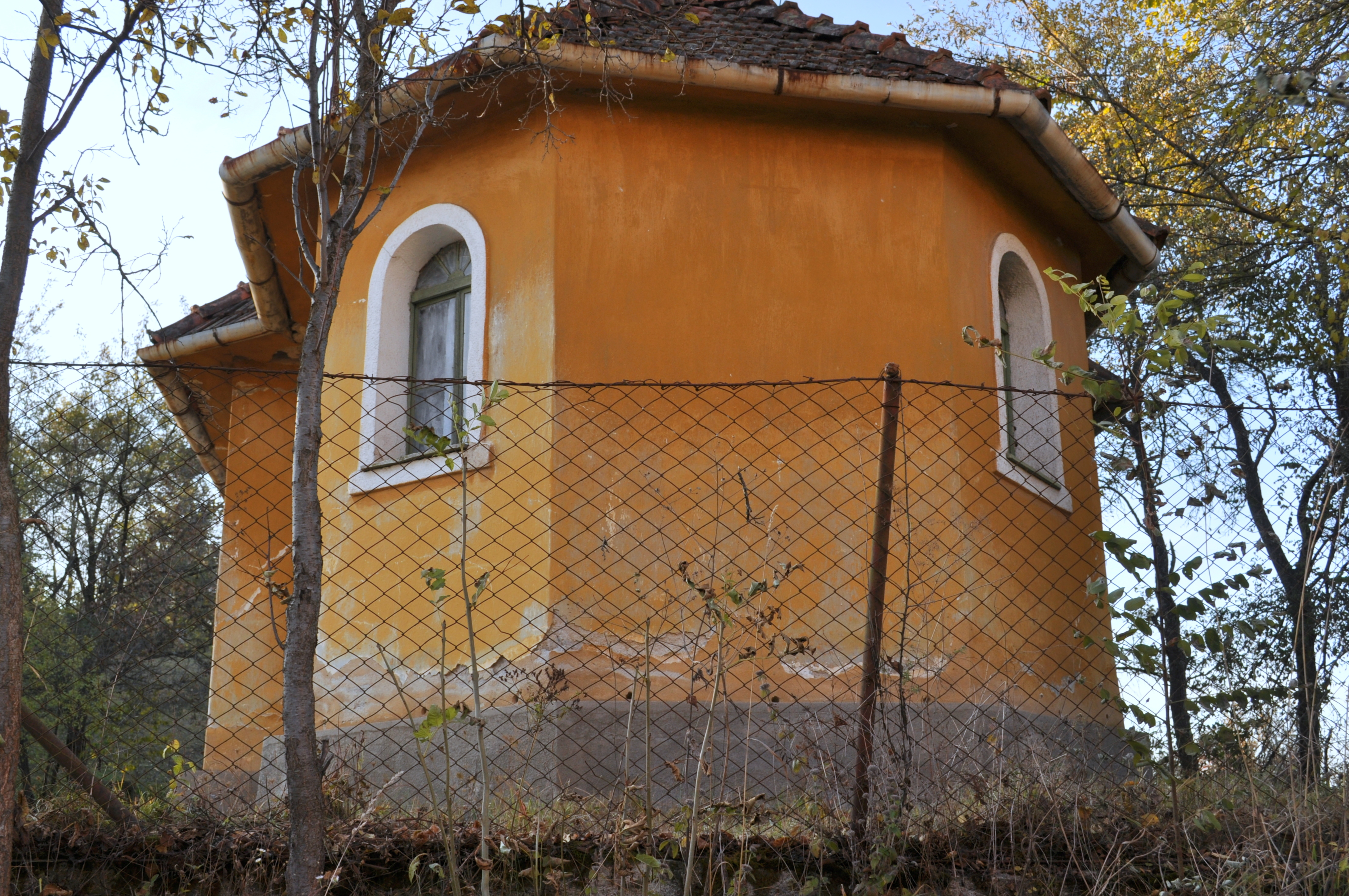
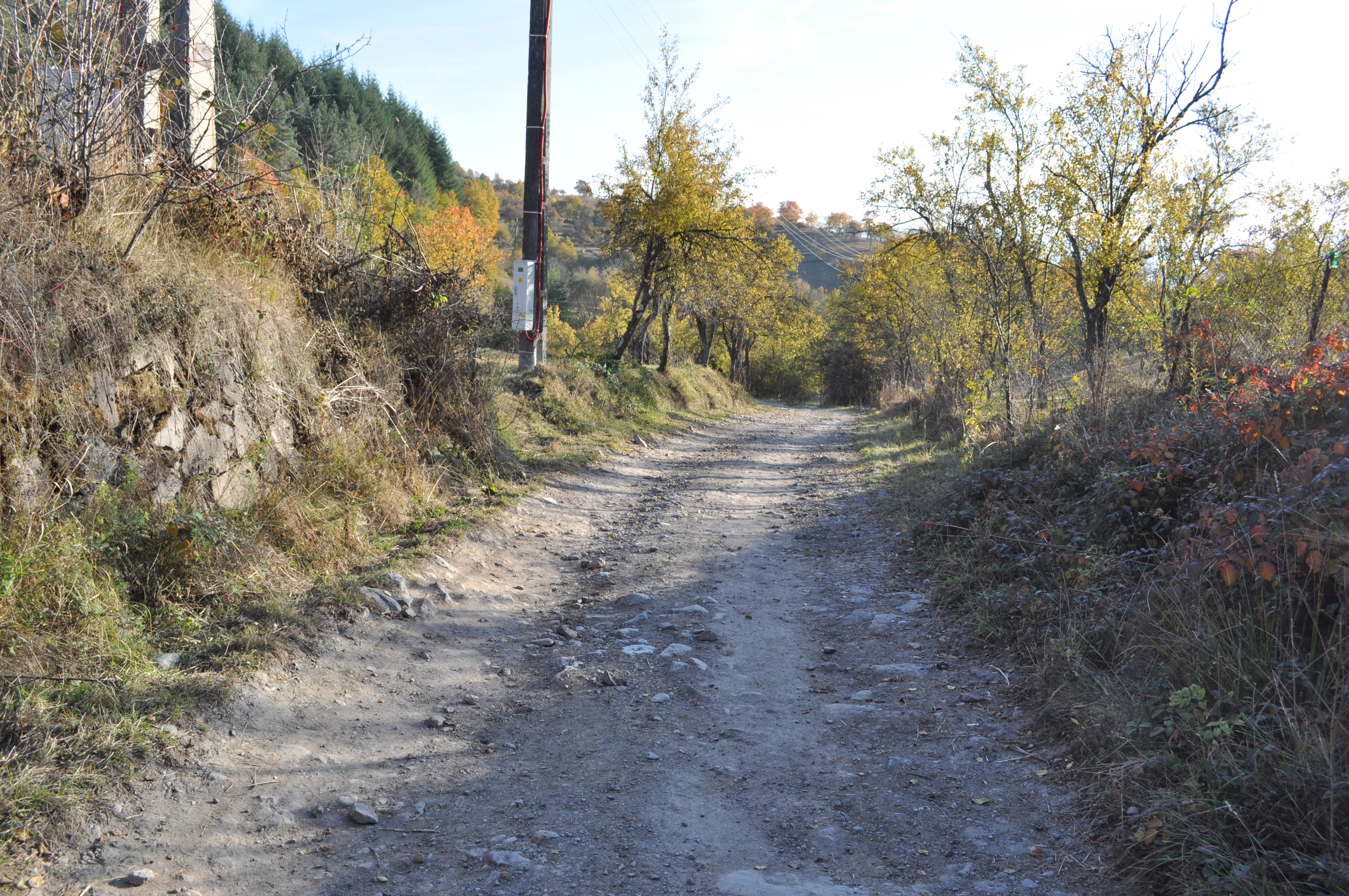